# 前田日明
前田 日明（まえだ あきら、1959年〈昭和34年〉1月24日 - ）は、大阪府大阪市大正区出身の格闘技プロモーター、YouTuber、元プロレスラー。在日韓国人三世として生まれ、その後日本に帰化した韓国系日本人である。旧リングネーム前田 明（まえだ あきら）、クイック・キック・リー（Kwik-Kik Lee）。韓国名は高 日明（コ・イルミョン、韓: 고일명）。
元リングスCEO、元THE OUTSIDERプロデューサー。また、保守寄りの政治信条を持ち政治的な問題への関心も示しており、過去には選挙への出馬に関する報道がなされた経験もあった他、YouTubeチャンネルで持論を語ったり、著書『日本人はもっと幸せになっていいはずだ』を上梓し、歯に衣着せぬ発言が注目されている。

## 来歴

### 少年時代
少年時代は特撮テレビドラマ『ウルトラマン』に熱中し、1967年4月9日に放送された最終話「さらばウルトラマン」の作中でウルトラマンがゼットンに倒されたシーンを見てショックを受け、ウルトラマンの仇を討つためにゼットンを倒そうと、少林寺拳法を習い始めた（小学生で初段を取得）。両親が離婚（後述）する前までは普通の生活をしていたが、両親は戦前生まれであったため食べ物を残すことには厳しく、前田の嫌いなニンジンやピーマンは無理にでも食べさせられた。
北陽高校時代は空手とオートバイに熱中した。オートバイは家庭をほったらかしにして家にあまり帰って来ない父親がいなくても食事にありつく手段に辿り着けるように、父親に無理を言って買わせた。空手は、当時の友人から「お前よりも強いやつがいる」として紹介された田中正悟に師事したほか、無想館拳心道館長の岩崎孝二から学んで二段を取得し、極真空手の大山倍達の弟子たちのようにアメリカで空手道場を開きたいという夢を持っていた。北陽高校の一学年先輩には岡田彰布がいた。大学受験に失敗し、アメリカに行く金を貯めようとアルバイトに明け暮れる。職種は運送業の仕事を中心に行ったといい、たまに長距離トラックの助手となり、運転手に食事を奢ってもらうなどした。

### 新日本プロレス
1977年、新日本プロレスへ入門。入門の経緯については、前田本人が「田中正悟が夜中に公園で空手の練習をしていたところ佐山聡と出会い、その流れで佐山と1週間ほど共に練習をしていたところ、佐山から新間寿に話が行った」と語っている。前田はプロレスをやるつもりはなく新間に「ボクシングならやりたい」と語ったところ、新間から「モハメド・アリのジムと提携してるので、新日本のジムで体作りをしてアリのところでデビューすれば良い」と言われ、前田もその気になったという。金を貯めなくてもアメリカに行け、ベニー・ユキーデと戦うこともできると考えていた。しかし実際には提携の事実はなく、新間が半ばだました形で入団をさせた（当時、ユキーデは新日本の主催興行に出場していたが、前田とは対戦する機会はなかった）。
入門して1ヶ月ほどで、アントニオ猪木の付き人だった佐山が『格闘技大戦争』出場に向けたトレーニングに専念するため、代わりとして猪木の付き人となった。以後1年ほど、藤原喜明らとスパーリングを行う日々を過ごす。
1978年8月25日、長岡市厚生会館の山本小鉄戦でデビュー。デビュー戦は長岡大会当日の試合開始前のトレーニング中に、猪木から「本日デビューさせる」と直接告げられた。
若手時代当時の夏場の練習に関しては、当時冷房も無く室温が最高40度の高温に達する蔵前国技館、愛知県体育館、改装前の大阪府立体育館に適応できるように、47度か48度に達する密閉状態の道場でやらされたといい、しかも当時の時代柄上練習中の水分補給は禁止されていた。あまりに喉が渇くため、トイレの便器の水を飲もうかと迷う程であった。プロレス界の仕来りである1日2食のまとめ食いも、入門前は1日に5食から6食に小分けにして食べていた前田にとっては苦痛であった。入門半年が経過した頃、花見の席でミスター高橋が「お前らこれからなにかと酒を飲まなきゃいけなくなるから、酒癖が悪いかどうかチェックするぞ」と無理やり前田に酒を飲ませたが、前田は泥酔して包丁を持って暴れたという。
体格が大型であることから、新日本からは将来のエース候補として期待され、1982年2月に海外修行でイギリスへ渡り、「サミー・リー」（佐山聡）の弟というギミックのもと、「クイック・キック・リー」のリングネームで活躍。1983年1月25日にはウェイン・ブリッジを破り、かつてはビル・ロビンソンやホースト・ホフマンも戴冠したヨーロッパ・ヘビー級王座を獲得。英国マットでは、マーク・ロコ、ピート・ロバーツ、パット・ローチ、フィット・フィンレイ、クラッシャー・ブラニガン、マル "キングコング" カーク、ジャイアント・ヘイスタックスとも対戦した。
1983年4月21日の凱旋帰国試合では、ポール・オーンドーフを相手にリバース・アームサルトにてピンフォール勝ちを収めた。5月開幕のIWGP決勝リーグ戦には「欧州代表」として、11月開幕の第4回MSGタッグ・リーグ戦には藤波辰巳とのタッグチームで出場した。IWGPではメキシコ代表のカネックとエンリケ・ベラからは勝利を収めたが、北米代表のアンドレ・ザ・ジャイアント、アメリカ代表のハルク・ホーガン、ビッグ・ジョン・スタッド、日本代表の猪木、キラー・カーン、ラッシャー木村には敗退した（同じ欧州代表のオットー・ワンツには不戦勝）。
凱旋当時は「七色のスープレックスを持つ男」と紹介され、相手をロープに飛ばしてのフライング・ニール・キックなど、ダイナミックな技で人気レスラーとなった。また、甘いマスクで女性ファンも多く、帰国した年のファンクラブの集まりでは女性が多かったことが週刊プロレスで報じられている。
若手時代、前田はジョージ高野に1勝35敗15分と大きく負け越しており、前田は「新日本プロレスの歴史上、最も素材が良く素質もあったのは間違いなくジョージ高野だ」と断言しているが、ジョージ高野は「新日本プロレスは強さを追求する大型の前田をエースにするべきだった」と述べている。

### 第1次UWF
1984年2月29日の合同練習を最後に前田は新日本プロレスを離脱し、WWF会長でもある新間寿の仲介で3月より、WWFに遠征。同月25日、ニューヨークのマディソン・スクエア・ガーデンにてカナダのピエール・ラファエルを破り、新設されたWWFインターナショナル・ヘビー級王座を獲得。ベルトには「UWF」の文字が中央に大きく施されており、その後、前田は第1次UWFへの移籍を表明した。なお、このWWF遠征における前田はベビーフェイスのポジションで、アイアン・シーク、レネ・グレイ、ワイルド・サモアンズ、ジェリー・バリアント、タイガー・チャン・リー、ミスター・フジ、デビッド・シュルツ、ジョージ・スティールなどのヒール勢と対戦し、トニー・アトラスやS・D・ジョーンズ、トニー・ガレアらとタッグを組む一方、ロッキー・ジョンソンやブライアン・ブレアーなど同じベビーフェイス陣営との試合ではヒールの役割を担った。また、新日本プロレスでの若手時代に世話になったロディ・パイパーや、前年の凱旋帰国時の対戦相手だったポール・オーンドーフとも再会して旧交を温めたという。アンドレ・ザ・ジャイアント、マスクド・スーパースター、サージェント・スローター、ジミー・スヌーカ、ティト・サンタナなどが参加したバトルロイヤルにも出場した。
UWF参加は理想や夢のためではなく、母親が怪我で入院したため移籍金が必要だったと前田は証言している。母親の件がなければ「試合の経験を積みたいと思っていたから藤波（辰爾）さんみたいに海外へ行っただろう」というが、結局「俺らの時代は "イエス" しかないから "UWFに行け" と言われたら行くしかない」として入団を決めた。また前田は、猪木が当時アントン・ハイセル事業の失敗で抱えていた多額の借金返済に付き添っていたため、猪木側の資金繰り事情も知っており、後にそれを踏まえ「そこで苦労してる姿も目撃してるから "まあまあ" ってね」とも語っている。
UWFでは若きエースとして迎えられ、4月11日に開幕したオープニング・シリーズでは、旗揚げ戦のメインイベントでダッチ・マンテルに勝利。最終戦の蔵前国技館大会では、当時まだ新日本プロレスに所属していた藤原喜明と流血戦を演じた（裁定は両者KO）。その後、UWFは佐山聡の影響によりキックと関節技を中心とした格闘技色の濃いプロレススタイル（後にUWFスタイルと呼ばれる）に移行するが、「格闘技の試合は月に一度」と言う“競技志向”の佐山と「会社が大変なんだから試合を増やそう」という“興行志向”の前田が対立し、佐山は退団、後にUWFは解散。後の第2次UWFやリングスでは、佐山の提唱していた「試合は月に一度」という形を踏襲しているが、この点について前田は後に「第1次の時は信用もないし、協力者もいないし、カネもないし、観客動員もなかった。やりたくてもできなかった」「新生UWFはニッポン放送とマザーエンタープライズが応援してくれたから」と語っており、周辺環境が異なることを指摘している。

### 新日本プロレス提携時代
1985年12月6日、藤原、木戸修、高田伸彦、山崎一夫らと共に業務提携という形で新日本プロレスに復帰。前田はリング上で「1年半UWFとしてやってきたことが何であるか確かめに来ました」とマイクアピールを行った。
1986年1月3日に開幕した「ニューイヤーダッシュ'86」でアントニオ猪木への挑戦権を賭けUWF所属選手総当たりの「UWF代表者決定リーグ戦」を開催。2月5日大阪城ホールでリーグ戦同点の藤原喜明と対戦し延長戦の末、足固めで敗れ猪木への挑戦権を逃した。翌2月6日、両国国技館で行われた猪木vs藤原戦の終了直後リングに雪崩込み猪木を蹴撃、3月26日東京体育館において前田と猪木の一騎打ちが発表されるも中止になり、新日本vsUWFの5対5イリミネーションマッチとなった。
新日本再上陸直後は力抜山や星野勘太郎などの中堅レスラーを蹴りと関節技で蹂躙し、UWFの脅威を植え付けた。ロープワークを拒み従来のプロレスの技を受けないUWFのスタイルと新日本スタイルのかみ合わない試合が独特の緊張感をもたらし、格闘技的雰囲気が濃くなった。かつて格闘技世界一と呼ばれた猪木との対戦が待望されたが、復帰後にシングルマッチで実現することはなかった。
1986年4月29日、三重県津市体育館において新日本サイドの不可解なマッチメイクで、アンドレ・ザ・ジャイアントと対戦。セメントマッチだと言われているが、最後はアンドレが試合を放棄してしまい、26分35秒ノーコンテストに終わる。復帰後の新日本プロレスではディック・マードックとの対戦が23回と対外国人では最多、日本人選手では越中詩郎が34回、木村健吾が33回、上田馬之助が29回。

1986年10月9日、両国国技館で行われた「INOKI 闘魂 LIVE」における異種格闘技戦で、ドン・中矢・ニールセンを逆片エビ固めでギブアップを奪い勝利。この試合を期に「新格闘王」と呼ばれ、プロレス界以外からも注目を浴びるようになった。この試合について、後年、ニールセンは「ここはこうやって、その次はこう、と流れを決めたわけではなかった。でも、ボクが言われたのは“試合を盛り上げてくれ”ということ。そして、1Rにいいパンチが入ったのに、セコンドに“アーリーノックアウトはダメだ”って言われた」と、プロレス雑誌『kamipro』で証言した。
1987年11月19日、後楽園ホールにおけるUWF軍対維新軍の6人タッグマッチにおいて、木戸にスコーピオン・デスロックをかけていた長州力の背後から正面へ回り込み、長州の顔面をキック（敵の固め技から味方を救う同様の攻撃はカットまたはセーブと呼ばれる）、長州に右前頭洞底骨折、全治1か月の重傷を負わせた（長州vs前田 顔面蹴撃事件。前田本人は「長州さんに蹴りを入れる前に肩を叩き ”今から蹴りますよ” と合図を送ったが肩を叩かれた長州さんが横を向いてしまった」「事件ではなく事故」と語っている）。このことを理由に、新日本プロレスは前田に無期限出場停止の処分を下す。その後、出場停止解除の条件として、メキシコ遠征することを指示されたが、それを拒否したことにより1988年2月1日に新日本プロレスからプロレス道にもとる行為を理由に解雇される。後に前田は、プロレス雑誌「Gスピリッツ」におけるインタビューで、全日本プロレスでの天龍・輪島戦の衝撃に対抗するため顔面蹴りを試みたところ、長州が顔を逸らしてしまったためにアクシデントに至ってしまったと証言している（和解済み）。また当時マッチメイカーであり、またこの試合でレフェリーを務めていたミスター高橋によれば、セーブとしては激しい攻撃でありまた当たり所も悪く、「プロレスでやってはいけない攻撃」ではあり、長州の怪我の状態が深刻であること、および長州がリング上での報復を意図していた事を鑑み予定を変えその場で試合終了とした。高橋によればこのように、強力な攻撃が急所に入ってしまう事故は珍しいものではなく、通常は後に謝罪すれば収まるものであるのだが、そこを猪木が(危険な攻撃は)「プロレス道にもとる」として追放処分にしてしまった判断は、「プロレスとは相手に怪我をさせないように執り行う物である」と言ったようなものだと疑問視し、むしろ遺恨試合というアングルに繋げるべきではなかったかと指摘している。しかし、実際に前田を追放したのは長州派閥であり、猪木は前田を伴って座禅を組みに行く等離脱前に関係は修復されていた。。

### 第2次UWF
第2次UWFは、1988年5月12日に後楽園ホールにて「STARTING OVER」と銘打ち旗揚げ戦を行った。当時、創刊されたばかりの格闘技通信は「プロレスという言葉が嫌いな人この指とまれ」と、前田を表紙に抜擢した。
その後、前田とUWF社長の神新二との間で、神社長の会社の株式の無断の独占問題と不明朗な経理で問題が発生。1990年10月、前田は船木誠勝戦直後に、フロントを非難。これを受けたフロントは前田を出場停止処分とする。この一連の前田とフロントとの確執は前田と所属選手間にも波及。翌1991年初頭に、前田は自宅マンションに選手を招集し団体の存続性を探ろうとしたが、「前田さんの言う事だけを一方的に信用するのは不可能。」（宮戸優光）、「なんか強制されてるみたいで嫌だなぁ･･･。」（安生洋二）、などの不協和音も飛び出し、話し合いは紛糾。やむを得ず前田は解散を宣言し、第二次UWFは隆盛を極めながらも、活動期間僅か2年8ケ月という短い歴史にピリオドを打った。

### リングス
リングス設立
第2次UWF解散後の1991年春、リングスを設立。同年5月11日に横浜アリーナで旗揚げ戦を行った。リングスの興行はWOWOWで生放送された。さらには、UWF時代の人脈からオランダのクリス・ドールマンの全面協力を得ることになった。正道会館からは、石井和義館長が佐竹雅昭ら空手家をリングスに派遣した。石井館長はリングス参戦によって大型興行のノウハウを蓄積しそれが後のK-1の飛躍へとつながった。
前十字靭帯の断裂、側副靭帯損傷
旗揚げ第2戦前の練習で、前田は前十字靭帯断裂、側副靭帯の重傷を負った。その後しばらくはニーブレスをつけて強行出場を続けるが、最終的には手術を行い長期欠場となった。エース不在の興行的な穴はディック・フライ、ヴォルク・ハン、高阪剛、田村潔司、山本宜久、長井満也、成瀬昌由らが埋めることになる。この頃、リングスは旗揚げ当初より続いた外国人頼りのカードから脱却する。
KOKルールの採用
1993年から始まったUFCの影響を受けて、1999年からリングスもバーリトゥードに近い完全な真剣勝負であるKOKルールを採用した。KOKルールは、グラウンド状態での顔面への打撃は禁止であったが、スタンド状態での顔面打撃を認めた画期的なルールであった。また、従来の（一部の特別な試合を除く）リングスの試合とは異なり完全な総合格闘技の試合形式で行われた。佐山は初期の修斗ルールと同じと言っていたが、グラウンドでの腹部・腰部・足部への打撃有無の違いがある。
ヒクソン・グレイシーとの対戦宣言
1997年に開催されたPRIDE.1では、高田延彦がヒクソン・グレイシーに敗北。これを機に、前田はヒクソンとの対戦を宣言し交渉を進めるが、ヒクソン側が高田延彦との試合を決めたため、実現することはなかったと1998年に前田が記者会見を開き説明した。
リングス活動停止
1999年2月21日、前田の引退試合としてアレクサンダー・カレリンと対戦し、判定（ポイント）負け。しかしながら、ロシアの英雄であるカレリンをレスリング以外の場に唯一立たせた意義は大きい。カレリンとの引退試合は民放のニュース番組で特集されるほど、世間から注目されていた。後に前田は、引退試合の相手にカレリンを選んだ理由について「本当に強い人間っていうのは、こういうことだよっていうのを証明したかった」と語っている。。
WOWOWによる次年度よりの放映打ち切り決定により、2002年にリングスは活動停止。しかし、リトアニア、オランダ、ロシアでは大会は継続され、日本国内でもリングス出身スタッフが運営し、リングスKOKルールを採用した格闘技イベントZSTが開催されている。

### ビッグマウス（ビッグマウス・ラウド）
2005年、元新日本プロレスの上井文彦に請われ、上井が旗揚げした新プロレスイベントビッグマウスにスーパーバイザーとして参画。同時に、船木誠勝と和解。
2006年2月26日、新生ビッグマウス・ラウド旗揚げ記念大会・徳島興行で、前田は船木と共にビッグマウス・ラウドを脱退。上井による会社資金の横領の露見、それによる資金難による団体所属選手および社員の給与未払い、道場を用意しようとしなかった等、上井の資金の使い込みをめぐる確執が脱退理由であった。

### HERO'S
ビッグマウスとK-1との提携で、「HERO'S」（総合格闘技イベント）発足時より「スーパーバイザー」として参加。同興行の看板役の他に、試合ルールの運用、選手発掘などを行う。しばしば記者会見等の公の場に姿を現した。
2007年10月5日、「HERO'S KOREA 2007」の開催発表記者会見に出席。前日10月4日にPRIDE事務所が閉鎖され活動停止となったことに関し「天網恢々粗にして漏らさず」と発言。同日深夜、HERO'S公式サイトで谷川貞治が「不適切な発言」と謝罪文を掲載する事態となった。
同年12月31日、「K-1 PREMIUM 2007 Dynamite!!」で田村潔司vs所英男の試合後のリング上にプレゼンターとして登場。勝利者賞のトロフィーを田村に放り投げるように押しつけるトラブルを起こした。
2008年2月15日、「THE OUTSIDER」（後述）の記者会見を開き、HERO'Sの発展的解消に伴い同イベントのスーパーバイザーを降板したことが発表された。それまで確執が取り沙汰されていた旧PRIDEとHERO'Sとの連立イベントDREAMについては「めでたいこと」と述べた。

### THE OUTSIDER
2008年1月21日、RINGS公式サイトで、いわゆる「不良」を主な対象としたアマチュアの格闘技大会「THE OUTSIDER」の立ち上げを発表し、3月30日にディファ有明において旗揚げ大会を開催した。

## タイトル歴
- ヨーロッパ・ヘビー級王座 [13]
- UWFヘビー級王座（初代）
- IWGPタッグ王座（パートナーは第2代：木戸修、第5代：高田延彦）
- リングス バトルディメンション・トーナメント'93 優勝
- リングス メガバトル・トーナメント1995 優勝

## 得意技
キャプチュード
キャプチュード（Captured：捕獲投げ）は前田が開発した変形のフロント・スープレックス。相手のキックをキャッチし、腕と片足をフックして後ろに反り投げる。投げた後そのままピンフォールが出来る。落とす角度によっては相手を脳天から落とす事も出来る。技の名は入場テーマ曲のタイトル（『CAPTURED』）に由来（それ以前は「アキラ・スペシャル」と称されていた）。
各種スープレックス
イギリス武者修行から帰国した際に「七色のスープレックスを持つ男」とリングアナウンサーの古舘伊知郎が紹介していたが、実際にはジャーマン・スープレックス、フルネルソン・スープレックス、ウンターグルフ、リバース・サルト、スロイダー、サルト、デアポート・スロイダー、リバース・アーム・サルト、クォーターネルソン・サルト、ハーフハッチ、ダブルアームロック・サルト、ダブルリストアーム・サルトの「12種類のスープレックス」を使用していた。また、タイガー・スープレックスも1986年11月21日に行われた対ケンドー・ナガサキ戦で披露していた。
各種関節技
トーチャロイド
縦四方固からの肩関節技。両腕で相手の頭部の後ろで相手の両上腕部を抱え相手の両肩、首を極める。
V2アームロック
V2アームロックは変形の腕挫手固。デアポートスロイダーで相手をマットに叩きつけ、そのまま両腕を離さず相手の腕関節と首を極めて絞り上げるサブミッション・ホールド。別名ピローアームロック。
各種キック
藤波辰爾は「橋本のキックや蹴りは、ある程度リーチが分かり距離が取れるけど、前田のキックや蹴りは、膝下が勢いよく伸びるため、距離が取れず避け難い」と語っている。
フライング・ニールキック
前田独特の軌道を描くニールキック（スタン・ハンセンのラリアットを足でという発想から生まれたと言われている）。横にひねりを加えつつジャンプし、踵を相手の顔面や胸元に当てる。
大車輪キック
縦回転で放たれるニールキック。足の長い前田が使用するのが「大車輪」の由来。藤波辰爾を大流血に追い込んだこともある（藤波を流血に追い込んだ時はコーナーに追い詰めてから「直角蹴り」（膝への前蹴り）からのコンビネーション）。また、藤波の額には前田の大車輪キックで負った傷が未だに残っている 。
ジャンピング・ニー・バット
ジャンピング・ニー・バットは新日での凱旋帰国後、坂口征二とタッグの際に多用。これは、対戦相手として多く組まれた外人選手がニールキックを受けるのを嫌ったことに起因する。
膝蹴り
膝蹴りは首相撲から相手の腹部や顔面に膝蹴りを叩きこむ。繋ぎで使うことが多い。新生UWF時代に田村潔司を長期欠場（眼底骨折）に追い込んだのもこの技である。

## 戦績

### 第1次UWF
| 旧UWF（1984年4月～1985年9月2日） | 旧UWF（1984年4月～1985年9月2日）                         | 旧UWF（1984年4月～1985年9月2日） | 旧UWF（1984年4月～1985年9月2日）              | 旧UWF（1984年4月～1985年9月2日）                                   | 旧UWF（1984年4月～1985年9月2日）       | 旧UWF（1984年4月～1985年9月2日） |
| 勝敗                             | 対戦相手                                                 | タッグパートナー                 | 試合結果                                      | 会場                                                               | 開催年月日                             | 備考                             |
| -------------------------------- | -------------------------------------------------------- | -------------------------------- | --------------------------------------------- | ------------------------------------------------------------------ | -------------------------------------- | -------------------------------- |
| ○                                | ダッチ・マンテル                                         |                                  | 8分33秒 ジャーマンスープレックス              | 大宮スケートセンター\|\|1984年4月11日\|\|UWF旗揚げ戦               |                                        |                                  |
| ○                                | ボブ・スウィータン                                       |                                  | 11分14秒 片エビ固め                           | 熊谷市体育館\|\|1984年4月12日\|\|                                  |                                        |                                  |
| ○                                | ダッチ・マンテル                                         |                                  | 6分48秒 体固め                                | 下関市体育館\|\|1984年4月14日\|\|                                  |                                        |                                  |
| ○                                | スコット・ケーシー                                       |                                  | 11分41秒 体固め                               | 萩原町あさぎり体育館\|\|1984年4月16日\|\|                          |                                        |                                  |
| △                                | 藤原喜明                                                 |                                  | 10分37秒 両者フェンスアウト                   | 蔵前国技館\|\|1984年4月17日\|\|                                    |                                        |                                  |
| ○                                | 高田伸彦 ザ・タイガー                                    | 藤原喜明                         | 16分24秒 ○藤原（原爆固め）高田×               | 後楽園ホール                                                       | 1984年7月23日                          |                                  |
| ○                                | フレンチ・マーテル                                       |                                  | 8分53秒 三角絞め                              | 後楽園ホール                                                       | 1984年7月24日                          |                                  |
| ○                                | ランバージャック ジェリー・オルスキー ジャック・スヌーカ | 藤原喜明 高田伸彦                | 22分11秒 ○高田（三角絞め）ランバージャック×   | 高崎市中央体育館\|\|1984年8月29日\|\|                              |                                        |                                  |
| ○                                | ピエール・ラファエル フレンチ・マーテル                  | 高田伸彦                         | 16分47秒 ○前田（三角絞め）ラファエル×         | 岡谷市民会館\|\|1984年8月30日\|\|                                  |                                        |                                  |
| ○                                | ジャック・スヌーカ                                       |                                  | 14分35秒 体固め                               | 古河市体育館\|\|1984年8月31日\|\|                                  |                                        |                                  |
| ○                                | ジェリー・オルスキー ジャック・スヌーカ                  | 藤原喜明                         | 20分17秒 ○前田（アバラ折り）スヌーカ×         | 戸倉町体育館\|\|1984年9月2日\|\|                                   |                                        |                                  |
| ○                                | フレンチ・マーテル                                       |                                  | 10分29秒 体固め                               | 上田市民体育館\|\|1984年9月4日\|\|                                 |                                        |                                  |
| ○                                | ピエール・ラファエル フレンチ・マーテル                  | 高田伸彦                         | 16分49秒 ○高田（逆十字固め）マーテル×         | 館林市民会館\|\|1984年9月5日\|\|                                   |                                        |                                  |
| ○                                | マーク・ルーイン                                         |                                  | 14分01秒 卍固め                               | 後楽園ホール                                                       | 1984年9月7日                           |                                  |
| ○                                | ピエール・ラファエル ジャック・スヌーカ                  | 藤原喜明                         | 18分50秒 ○前田（卍固め）ラファエル×           | 越谷市体育館\|\|1984年9月8日\|\|                                   |                                        |                                  |
| ○                                | ザ・UFO                                                  |                                  | 13分20秒 寝技式卍固め                         | 足利市体育館                                                       | 1984年9月10日                          |                                  |
| ×                                | スーパータイガー                                         |                                  | 18分55秒 羽根折り顔面絞め                     | 後楽園ホール                                                       | 1984年9月11日                          | 実力No.1決定戦                   |
| ×                                | 木戸修 藤原喜明                                          | S・タイガー                      | 25分35秒 ○藤原（羽根折り顔面絞め）タイガー×   | 後楽園ホール                                                       | 1984年10月5日                          |                                  |
| ○                                | ジェリー・オルスキー                                     |                                  | 13分32秒 卍固め                               | 用賀駅前広場特設リング                                             | 1984年10月6日                          |                                  |
| ○                                | キューバン・アサシン                                     |                                  | 10分08秒 卍固め                               | 熊本市体育館                                                       | 1984年10月9日                          |                                  |
| ○                                | フィル・ラファイアー                                     |                                  | 10分08秒 逆卍固め                             | 博多スターレーン                                                   | 1984年10月10日                         |                                  |
| ○                                | スティーブン・ペティパス スイート・ダディ・シキ          | 藤原喜明                         | 22分13秒 ○前田（卍固め）シキ×                 | 飯塚市体育館\|\|1984年10月11日\|\|                                 |                                        |                                  |
| ○                                | スイート・ダディ・シキ                                   |                                  | 15分41秒 三角絞め                             | 萩市体育館\|\|1984年10月13日\|\|                                   |                                        |                                  |
| ○                                | フィル・ラファイアー スティーブン・ペティパス            | 山﨑一夫                         | 25分05秒 ○前田（卍固め）ラファイアー×         | 宇佐市サンリブ 四日市店駐車場特設リング\|\|1984年10月14日\|\|      |                                        |                                  |
| ○                                | フィル・ラファイアー タブー・サモア                      | 木戸修                           | 16分33秒 ○前田（卍固め）サモア×               | 姫路市厚生会館                                                     | 1984年10月17日                         |                                  |
| ○                                | フランク・モレロ                                         |                                  | 14分27秒 卍固め                               | 松江市総合体育館\|\|1984年10月19日\|\|                             |                                        |                                  |
| ○                                | 高田伸彦                                                 |                                  | 20分17秒 変形三角絞め                         | 徳山市体育館\|\|1984年10月20日\|\|                                 |                                        |                                  |
| ○                                | 山﨑一夫                                                 |                                  | 17分23秒 変形三角絞め                         | 広島県立体育館                                                     | 1984年10月22日                         |                                  |
| ○                                | フィル・ラファイアー                                     |                                  | 15分29秒 変形三角絞め                         | 山形県体育館                                                       | 1984年10月24日                         |                                  |
| ○                                | キューバン・アサシン                                     |                                  | 12分35秒 卍固め                               | 福島市体育館\|\|1984年10月25日\|\|                                 |                                        |                                  |
| ×                                | 木戸修 藤原喜明                                          | S・タイガー                      | 40分16秒 ○藤原（三角絞め）タイガー×           | 後楽園ホール                                                       | 1984年11月15日                         |                                  |
| ○                                | スコット・マギー                                         |                                  | 21分36秒 変形三角締め                         | 東部町町民体育館\|\|1984年11月17日\|\|                             |                                        |                                  |
| ○                                | マッハ隼人                                               |                                  | 17分07秒 原爆固め                             | 大津市皇子が丘公園体育館\|\|1984年11月20日\|\|                     |                                        |                                  |
| ○                                | サイクロン・ネグロ ピート・ロバーツ                      | 藤原喜明                         | 22分07秒 ○前田（卍固め）ネグロ×               | 西尾市体育館\|\|1984年11月21日\|\|                                 |                                        |                                  |
| ○                                | サイクロン・ネグロ                                       |                                  | 13分57秒 卍固め                               | 犬山市体育館\|\|1984年11月23日\|\|                                 |                                        |                                  |
| ○                                | キース・ハワード                                         |                                  | 19分43秒 首固め                               | 飛騨高山市体育館\|\|1984年11月24日\|\|                             |                                        |                                  |
| ○                                | スコッティ・ウイリアムス                                 |                                  | 14分32秒 卍固め                               | 穂高町総合体育館\|\|1984年11月28日\|\|                             |                                        |                                  |
| ○                                | スコット・マギー キース・ハワード                        | S・タイガー                      | 28分37秒 ○タイガー（羽根折顔面絞め）ハワード× | 佐野市民体育館\|\|1984年11月29日\|\|                               |                                        |                                  |
| ○                                | サイクロン・ネグロ                                       |                                  | 7分01秒 卍固め                                | 浜松市体育館\|\|1984年12月4日\|\|                                  |                                        |                                  |
| △                                | キース・ハワード 木戸修                                  | ピート・ロバーツ                 | 30分00秒 時間切れ引き分け                     | 後楽園ホール                                                       | 1984年12月5日                          |                                  |
| ×                                | スーパータイガー                                         |                                  | 22分18秒 横三角締め                           | 後楽園ホール                                                       | 1985年1月7日\|\|格闘技ロード公式リーグ |                                  |
| ○                                | ウェイン・ブリッジ                                       |                                  | 20分11秒 横三角締め                           | 松戸市運動公園体育館\|\|1985年1月8日\|\|                           |                                        |                                  |
| ○                                | ウェイン・ブリッジ ジョニー・ロンドス                    | 藤原喜明                         | 24分04秒 ○藤原（三角締め）ロンドス×           | 市原市臨海体育館\|\|1985年1月10日\|\|                              |                                        |                                  |
| ○                                | テリー・ロッヂ                                           |                                  | 14分50秒 卍固め                               | 福生市民体育館\|\|1985年1月11日\|\|                                |                                        |                                  |
| ○                                | 空中正三                                                 |                                  | 14分32秒 三角締め                             | 豊川市体育館\|\|1985年1月13日\|\|                                  |                                        |                                  |
| ○                                | デーブ・フィンレー バーナード・ライト                    | 高田伸彦                         | 15分11秒 ○高田（三角締め）ライト×             | 飯田勤労者体育センター\|\|1985年1月15日\|\|                        |                                        |                                  |
| ○                                | 山﨑一夫                                                 |                                  | 19分09秒 飛龍原爆固め                         | 大阪府立臨海スポーツセンター                                       | 1985年1月16日                          |                                  |
| ○                                | デーブ・フィンレー                                       |                                  | 14分09秒 卍固め                               | 海南市立総合体育館\|\|1985年1月17日\|\|                            |                                        |                                  |
| ×                                | 木戸修                                                   |                                  | 25分46秒 レフリーストップ                     | 後楽園ホール                                                       | 1985年1月20日                          | 格闘技ロード公式リーグ           |
| ○                                | 山﨑一夫                                                 |                                  | 22分12秒 三角締め                             | 後楽園ホール                                                       | 1985年2月18日                          | 格闘技ロード公式リーグ           |
| ○                                | マッハ隼人                                               |                                  | 17分32秒 横三角締め                           | 横須賀市立総合体育館\|\|1985年2月20日\|\|                          |                                        |                                  |
| ○                                | ラウル・マタ                                             |                                  | 16分35秒 横三角締め                           | 松阪市総合体育館\|\|1985年2月22日\|\|                              |                                        |                                  |
| ○                                | 高田伸彦                                                 |                                  | 23分20秒 逆エビ固め                           | 泉佐野市民体育館\|\|1985年2月23日\|\|格闘技ロード公式リーグ        |                                        |                                  |
| ○                                | マーティン・ジョーンズ                                   |                                  | 18分53秒 卍固め                               | 博多スターレーン                                                   | 1985年2月24日                          |                                  |
| ○                                | ミレ・ツルノ                                             |                                  | 14分16秒 横三角締め                           | 北九州市西日本総合展示場                                           | 1985年2月26日                          |                                  |
| ○                                | ジョニー・サウス ミレ・ツルノ                            | 藤原喜明                         | 25分40秒 ○前田（横三角締め）サウス×           | 熊谷市民体育館                                                     | 1985年2月28日                          |                                  |
| ×                                | 藤原喜明                                                 |                                  | 25分59秒 三角締め                             | 後楽園ホール                                                       | 1985年3月2日                           | 格闘技ロード公式リーグ           |
| ○                                | ディーン・ソルコフ                                       |                                  | 24分17秒 横三角締め                           | 戸田市スポーツセンター                                             | 1985年3月3日                           |                                  |
| ○                                | マッハ隼人                                               |                                  | 11分08秒 三角締め                             | 木更津市倉形スポーツ会館\|\|1985年4月6日\|\|格闘技ロード公式リーグ |                                        |                                  |
| ○                                | カズウェル・マーティン オマール・アトラス                | 藤原喜明                         | 21分51秒 ○前田（卍固め）マーティン×           | 越谷市民体育館                                                     | 1985年4月8日                           |                                  |
| ○                                | 空中正三                                                 |                                  | 10分14秒 羽根折り顔面絞め                     | 後楽園ホール                                                       | 1985年4月12日                          | 格闘技ロード公式リーグ           |
| ×                                | 木戸修 藤原喜明                                          | S・タイガー                      | 29分29秒 ○藤原（肩固め）タイガー×             | 万博お祭り広場                                                     | 1985年4月14日                          |                                  |
| ○                                | 山崎一夫 藤原喜明                                        | 高田伸彦                         | 23分42秒 ○前田（変形足首固め）山崎×           | 相模原市総合体育館                                                 | 1985年4月16日                          |                                  |
| ○                                | レイ・スチール                                           |                                  | 16分02秒 変形足首固め                         | 松本市総合体育館                                                   | 1985年4月17日                          |                                  |
| ○                                | マッハ隼人                                               |                                  | 10分27秒 変形足首固め                         | 諏訪湖スポーツセンター                                             | 1985年4月18日                          |                                  |
| ○                                | カズウェル・マーティン タルバー・シン                    | S・タイガー                      | 19分27秒 ○前田（変形足首固め）シン×           | 長野県民体育館                                                     | 1985年4月20日                          |                                  |
| ○                                | オマール・アトラス タルバー・シン                        | 藤原喜明                         | 15分55秒 ○前田（変形足首固め）アトラス×       | 青森市民体育館                                                     | 1985年4月23日                          |                                  |
| ○                                | タルバー・シン                                           |                                  | 15分15秒 卍固め                               | 五所川原市民体育館                                                 | 1985年4月24日                          |                                  |
| ○                                | オマール・アトラス                                       |                                  | 8分32秒 卍固め                                | 後楽園ホール                                                       | 1985年4月26日                          |                                  |
| ○                                | 高田伸彦                                                 |                                  | 19分20秒 横三角絞め                           | 下関体育館                                                         | 1985年5月18日                          | 格闘技ロード4位決定戦            |
| ○                                | キース・ハワード                                         |                                  | 16分03秒 腕固め                               | 広島県立体育館                                                     | 1985年7月8日                           | Ａリーグ公式戦                   |
| ×                                | 藤原喜明                                                 |                                  | 16分03秒 アキレス腱固め                       | 静岡産業館                                                         | 1985年7月13日                          | Ａリーグ公式戦                   |
| ○                                | 高田伸彦                                                 |                                  | 14分34秒 逆エビ固め                           | 大阪府立臨海スポーツセンター                                       | 1985年7月17日                          | Ａリーグ公式戦                   |
| ×                                | 木戸修                                                   |                                  | 15分46秒 逆エビ固め                           | 後楽園ホール                                                       | 1985年7月21日                          | Ａリーグ公式戦                   |
| ○                                | スーパータイガー                                         |                                  | 16分01秒 逆エビ固め                           | 大田区体育館                                                       | 1985年7月25日                          | Ａリーグ公式戦                   |
| ×                                | 藤原喜明                                                 |                                  | 16分01秒 アキレス腱固め                       | 岐阜産業館                                                         | 1985年8月25日                          | 公式リーグ戦                     |
| ○                                | 高田伸彦                                                 |                                  | 13分50秒 ヒザ固め                             | 大宮スケートセンター                                               | 1985年8月29日                          | 公式リーグ戦                     |
| ×                                | スーパータイガー                                         |                                  | 18分57秒 反則負け                             | 大阪府立臨海スポーツセンター                                       | 1985年9月2日                           | 公式リーグ戦                     |

### UWFと新日本プロレスの業務提携時代
| ○ | 高田伸彦                                                                   |                                                                          | 11分59秒 逆片エビ固め | 後楽園ホール                                                   | 1986年1月3日     | UWF代表者決定リーグ戦             |
| ○ | 小杉俊二 越中詩郎                                                          | 木戸修                                                                   | 11分07秒 ○前田（腕ひしぎ十字固め）小杉× | 本庄市民体育館\|\|1986年1月8日\|\|                             |                  |                                   |
| × | 藤原喜明                                                                   |                                                                          | 15分58秒 脇固め | 船橋市運動公園体育館\|\|1986年1月10日\|\|UWF代表者決定リーグ戦 |                  |                                   |
| ○ | 金秀洪 星野勘太郎                                                          | 山崎一夫                                                                 | 11分07秒 ○前田（腕ひしぎ十字固め）金× | 豊岡市民体育館\|\|1986年1月14日\|\|                            |                  |                                   |
| ○ | 高田伸彦                                                                   |                                                                          | 8分46秒 リングアウト | 姫路市厚生会館\|\|1986年1月15日\|\|UWF代表者決定リーグ戦       |                  |                                   |
| ○ | 山崎一夫 藤原喜明                                                          | 木戸修                                                                   | 12分05秒 ○前田（ヒザ十字固め）山崎× | 鳥栖市民体育館\|\|1986年1月16日\|\|                            |                  |                                   |
| ○ | 木戸修                                                                     |                                                                          | 13分16秒 ヒザ十字固め | 博多スターレーン                                               | 1986年1月18日    | UWF代表者決定リーグ戦             |
| ○ | 後藤達俊 ドン荒川                                                          | 木戸修                                                                   | 12分52秒 ○前田（体固め）後藤× | 飯塚市体育館\|\|1986年1月20日\|\|                              |                  |                                   |
| ○ | 橋本真也 力抜山                                                            | 木戸修                                                                   | 11分04秒 ○前田（逆十字固め）橋本× | 徳山市体育館\|\|1986年1月22日\|\|                              |                  |                                   |
| ○ | 山崎一夫                                                                   |                                                                          | 10分59秒 ヒザ十字固め | 静岡産業館\|\|1986年1月24日\|\|UWF代表者決定リーグ戦           |                  |                                   |
| ○ | 藤原喜明                                                                   |                                                                          | 11分31秒 羽根折り腕固め | 豊川市体育館\|\|1986年1月26日\|\|UWF代表者決定リーグ戦         |                  |                                   |
| × | 木戸修                                                                     |                                                                          | 11分58秒 反則負け | 古河市体育館\|\|1986年1月31日\|\|UWF代表者決定リーグ戦         |                  |                                   |
| ○ | 山崎一夫                                                                   |                                                                          | 11分04秒 ヒザ十字固め | 本吉総合体育館\|\|1986年2月2日\|\|UWF代表者決定リーグ戦        |                  |                                   |
| ○ | 山崎一夫 藤原喜明                                                          | 木戸修                                                                   | 13分28秒 ○前田（脇固め）山崎× | 白石市体育館\|\|1986年2月3日\|\|                               |                  |                                   |
| × | 藤原喜明                                                                   |                                                                          | 12分21秒 両者リングアウト 延長7分26秒 足固め | 大阪城国際文化ホール\|\|1986年2月5日\|\|UWF代表者決定リーグ戦  |                  |                                   |
| ○ | 力抜山                                                                     |                                                                          | 10分45秒 片エビ固め | 熊谷市民体育館                                                 | 1986年2月28日    |                                   |
| × | 越中詩郎 木村健吾 藤波辰巳                                                 | 高田伸彦 藤原喜明                                                        | 13分28秒 ○藤波（原爆固め）高田× | 後楽園ホール                                                   | 1986年3月1日     |                                   |
| ○ | ザ・ジャッカル                                                             |                                                                          | 5分57秒 体固め | 黒磯公会堂                                                     | 1986年3月3日     |                                   |
| ○ | 星野勘太郎 越中詩郎 木村健吾                                               | 木戸修 藤原喜明                                                          | 14分51秒 ○前田（アキレス腱固め）星野× | 横浜文化体育館                                                 | 1986年3月4日     |                                   |
| ○ | ブラック・キャット 星野勘太郎 藤波辰巳                                     | 山崎一夫 木戸修                                                          | 16分45秒 ○前田（アキレス腱固め）キャット× | 勝田市総合体育館                                               | 1986年3月5日     |                                   |
| × | 越中詩郎 木村健吾 藤波辰巳                                                 | 高田伸彦 藤原喜明                                                        | 20分19秒 ○藤波（反則勝ち）前田× | 上田市民体育館                                                 | 1986年3月7日     |                                   |
| △ | 星野勘太郎 ザ・コブラ 木村健吾                                             | 高田伸彦 藤原喜明                                                        | 10分52秒 △木戸（両者リングアウト）コブラ△ | 館山市民センター                                               | 1986年3月8日     |                                   |
| ○ | ブラック・キャット 星野勘太郎 藤波辰巳                                     | 山崎一夫 藤原喜明                                                        | 14分35秒 ○前田（アキレス腱固め）キャット× | 徳島市立体育館                                                 | 1986年3月10日    |                                   |
| ○ | 後藤達俊 越中詩郎 木村健吾                                                 | 高田伸彦 木戸修                                                          | 18分31秒 ○前田（三角絞め）後藤× | 柳井市体育館                                                   | 1986年3月12日    |                                   |
| ○ | ニック・キニスキー                                                         |                                                                          | 7分44秒 体固め | 大野城市体育館                                                 | 1986年3月13日    |                                   |
| ○ | 星野勘太郎 木村健吾 藤波辰巳                                               | 高田伸彦 藤原喜明                                                        | 19分02秒 ○前田（アキレス腱固め）星野× | 鹿児島県立体育館                                               | 1986年3月14日    |                                   |
| ○ | マット・ボーン                                                             |                                                                          | 5分40秒 体固め | 柳川市民体育館                                                 | 1986年3月15日    |                                   |
| ○ | ニック・キニスキー                                                         |                                                                          | 6分00秒 体固め | 直方市体育館\|\|1986年3月17日\|\|                              |                  |                                   |
| × | 星野勘太郎 坂口征二 藤波辰巳                                               | 木戸修 藤原喜明                                                          | 12分54秒 ○坂口（反則勝ち）木戸× | 倉敷市水島体育館                                               | 1986年3月19日    |                                   |
| ○ | 後藤達俊 越中詩郎 木村健吾                                                 | 高田伸彦 木戸修                                                          | 14分56秒 ○前田（レフリーストップ）後藤× | 長浜市体育館                                                   | 1986年3月20日    |                                   |
| × | 上田馬之助 アントニオ猪木                                                  | 藤原喜明                                                                 | 14分56秒 ○猪木（反則勝ち）藤原× | 岐阜産業館                                                     | 1986年3月21日    |                                   |
| ○ | 力抜山 越中詩郎 上田馬之助                                                 | 木戸修 藤原喜明                                                          | 15分45秒 ○前田（片エビ固め）力抜山× | 尾鷲市体育文化会館\|\|1986年3月22日\|\|                        |                  |                                   |
| △ | 星野勘太郎 坂口征二 木村健吾                                               | 木戸修 藤原喜明                                                          | 12分49秒 △木戸（両者リングアウト）木村△ | 犬山市体育館\|\|1986年3月23日\|\|                              |                  |                                   |
| ○ | ニック・キニスキー                                                         |                                                                          | 6分18秒 片エビ固め | 戸田市スポーツセンター\|\|1986年3月24日\|\|                    |                  |                                   |
| × | 星野勘太郎 上田馬之助 木村健吾 藤波辰巳 アントニオ猪木                     | 山崎一夫 高田伸彦 木戸修 藤原喜明                                        | ○木村（逆さ押さえ込み）山崎× ○藤原（アキレス腱固め）星野× ○前田（リングアウト）木村× △藤波（両者リングアウト）藤原△ △上田（両者リングアウト）前田△ ○猪木（裸絞め）高田× ○猪木（体固め）木戸× 33分38秒 | 東京体育館\|\|1986年3月26日\|\|                                |                  |                                   |
| 新日本vsUWF 5対5時間無制限 イリミネーションマッチ （勝ち残りタッグ戦）猪木が一人残りで新日本の勝利   |                                                                            |                                                                          | |                                                                |                  |                                   |
| ○ | ケリー・ブラウン ゲシュタポ                                                | 木戸修                                                                   | 11分07秒 ○前田（体固め）ブラウン× | 後楽園ホール                                                   | 1986年4月11日    |                                   |
| ○ | 小杉俊二 越中詩郎                                                          | 藤原喜明                                                                 | 13分11秒 ○藤原（脇固め）小杉× | 所沢青果市場                                                   | 1986年4月13日    |                                   |
| ○ | 後藤達俊 越中詩郎 上田馬之助                                               | 木戸修 藤原喜明                                                          | 11分10秒 ○木戸（反則勝ち）上田× | 米沢市営体育館                                                 | 1986年4月15日    |                                   |
| ○ | 後藤達俊 小杉俊二 上田馬之助                                               | 木戸修 藤原喜明                                                          | 12分24秒 ○前田（逆十字固め）後藤× | 鶴岡市体育館                                                   | 1986年4月16日    |                                   |
| ○ | ランディ・コーレイ                                                         |                                                                          | 4分29秒 体固め | 一関体育文化会館                                               | 1986年4月17日    |                                   |
| ○ | ゲシュタポ マスクド・スーパースター                                        | 木戸修                                                                   | 12分13秒 ○前田（原爆固め）ゲシュタポ× | 伊勢崎市民体育館                                               | 1986年4月18日    |                                   |
| × | 越中詩郎 上田馬之助                                                        | 山崎一夫                                                                 | 10分44秒 ○上田（体固め）山崎× | 富士市吉原体育館                                               | 1986年4月19日    |                                   |
| ○ | ゲシュタポ                                                                 |                                                                          | 7分21秒 体固め | 木更津市倉形スポーツ会館                                       | 1986年4月20日    |                                   |
| ○ | ケリー・ブラウン                                                           |                                                                          | 3分48秒 体固め | 山口県体育館                                                   | 1986年4月21日    |                                   |
| △ | マスクド・スーパースター                                                   |                                                                          | 9分10秒 両者リングアウト | 宇部市俵田翁記念体育館                                         | 1986年4月22日    |                                   |
| ○ | ランディ・コーレイ                                                         |                                                                          | 5分39秒 体固め | 西都市体育館                                                   | 1986年4月24日    |                                   |
| ○ | ディック・マードック                                                       |                                                                          | 14分51秒 反則勝ち | 熊本市体育館                                                   | 1986年4月25日    |                                   |
| ○ | ブラック・キャット 星野勘太郎                                              | 木戸修                                                                   | 10分44秒 ○前田（体固め）キャット× | 下関市体育館                                                   | 1986年4月26日    |                                   |
| ○ | ランディ・コーレイ                                                         |                                                                          | 6分1秒 片エビ固め | 大阪府立臨海スポーツセンター\|\|1986年4月27日\|\|              |                  |                                   |
| - | アンドレ・ザ・ジャイアント                                                 |                                                                          | 26分35秒 無効試合 | 津市体育館\|\|1986年4月29日\|\|不穏試合                        |                  |                                   |
| ○ | ケリー・ブラウン                                                           |                                                                          | 4分34秒 体固め | 岡崎市体育館                                                   | 1986年4月30日    |                                   |
| ○ | 先鋒：山田恵一 次鋒：坂口征二 中堅：越中詩郎 副将：木村健吾 大将：藤波辰巳 | 先鋒：高田伸彦 次鋒：山崎一夫 中堅：木戸修 副将：藤原喜明 大将：前田日明 | ○高田（14分27秒 アキレス腱固め）山田× ○坂口（4分40秒 カナダ式背骨折）高田× ○坂口（5分22秒 逆エビ固め）山崎× ○木戸（3分33秒 首固め）坂口× ○木戸（8分13秒 反則勝ち）越中× ○木村（4分41秒 逆片ｴﾋﾞ固め）木戸× ○藤原（6分56秒 脇固め）木村× ○藤波（8分56秒 逆さ押さえ込み）藤原× ○前田（6分30秒 レフリーストップ）藤波× | 両国国技館\|\|1986年5月1日\|\|                                 |                  |                                   |
| 新日本vsUWF 5対5シングル勝ち抜き戦 （20分1本勝負）前田の一人残りでUWFの勝利                          |                                                                            |                                                                          | |                                                                |                  |                                   |
| × | マスクド・スーパースター ディック・マードック                              | 木戸修                                                                   | 11分04秒 ○マードック（首固め）木戸× | 後楽園ホール                                                   | 1986年5月16日    |                                   |
| × | ディック・マードック                                                       |                                                                          | 18分57秒 反則負け | 川崎市体育館                                                   | 1986年5月17日    | IWGP王座決定リーグ戦              |
| ○ | 越中詩郎 上田馬之助                                                        | 高田伸彦                                                                 | 12分04秒 ○高田（反則勝ち）越中× | 東金中学校体育館                                               | 1986年5月16日    |                                   |
| △ | ケリー・フォン・エリック                                                   |                                                                          | 7分55秒 両者リングアウト | 後楽園ホール                                                   | 1986年5月19日    |                                   |
| × | ワイルド・サモアン マスクド・スーパースター                                | 木戸修                                                                   | 8分32秒 ○スーパースター（首固め）木戸× | 池の川中央体育館                                               | 1986年5月21日    |                                   |
| ○ | キューバン・アサシン ワイルド・サモアン                                    | 藤原喜明                                                                 | 9分44秒 ○前田（片エビ固め）アサシン× | 福山市体育館                                                   | 1986年5月22日    |                                   |
| ○ | トニー・セント・クレアー キューバン・アサシン クラウス・ワラス             | 木戸修 藤原喜明                                                          | 10分32秒 ○前田（片エビ固め）セントクレアー× | 久留米県立体育館                                               | 1986年5月23日    |                                   |
| × | K・V・エリック ワイルド・サモアン                                          | 木戸修                                                                   | 13分14秒 ○エリック（首固め）木戸× | 八代市総合体育館                                               | 1986年5月24日    |                                   |
| ○ | 越中詩郎 ザ・コブラ 上田馬之助                                             | 高田伸彦 藤原喜明                                                        | 15分11秒 ○高田（反則勝ち）越中× | 佐賀スポーツセンター                                           | 1986年5月25日    |                                   |
| ○ | 後藤達俊 星野勘太郎 上田馬之助                                             | 山崎一夫 木戸修                                                          | 12分38秒 ○前田（片エビ固め）後藤× | 大分荷揚町体育館                                               | 1986年5月26日    |                                   |
| ○ | 小杉俊二 星野勘太郎                                                        | 木戸修                                                                   | 12分27秒 ○前田（片エビ固め）小杉× | 福岡国際スポーツセンター                                       | 1986年5月27日    |                                   |
| ○ | トニー・セント・クレアー キューバン・アサシン K・V・エリック               | 山崎一夫 藤原喜明                                                        | 13分56秒 ○前田（片エビ固め）アサシン× | 岡山武道館                                                     | 1986年5月29日    |                                   |
| △ | ジミー・スヌーカ アンドレ・ザ・ジャイアント                                | 藤原喜明                                                                 | 10分40秒 △藤原（両者リングアウト）スヌーカ× | 広島県立体育館                                                 | 1986年5月30日    |                                   |
| ○ | ワイルド・サモアン                                                         |                                                                          | 8分50秒 片エビ固め | 兵庫県立文化体育館                                             | 1986年5月31日    | IWGP王座決定リーグ戦              |
| ○ | 越中詩郎 上田馬之助                                                        | 藤原喜明                                                                 | 7分23秒 ○藤原（反則勝ち）上田× | 福島県営白河市体育館                                           | 1986年6月1日     |                                   |
| ○ | ワイルド・サモアン クラウス・ワラス ジミー・スヌーカ                       | 高田伸彦 木戸修                                                          | 10分45秒 ○前田（片エビ固め）ワラス× | 青森市民体育館                                                 | 1986年6月2日     |                                   |
| △ | 上田馬之助 木村健吾                                                        | 木戸修                                                                   | 7分6秒 △前田（両者フェンスアウト）上田△ | 帯広市総合体育館                                               | 1986年6月3日     |                                   |
| △ | ワイルド・サモアン マスクド・スーパースター                                | 木戸修                                                                   | 10分27秒 △前田（両者リングアウト）スーパースター△ | 室蘭市体育館                                                   | 1986年6月4日     |                                   |
| ○ | 上田馬之助                                                                 |                                                                          | 5分23秒 反則勝ち | 札幌中央体育センター                                           | 1986年6月6日     | IWGP王座決定リーグ戦              |
| ○ | ワイルド・サモアン                                                         |                                                                          | 10分33秒 片エビ固め | 小樽市総合体育館                                               | 1986年6月7日     |                                   |
| ○ | キューバン・アサシン                                                       |                                                                          | 6分39秒 片エビ固め | 八戸市体育館                                                   | 1986年6月8日     | IWGP王座決定リーグ戦              |
| × | ワイルド・サモアン ディック・マードック                                    | 木戸修                                                                   | 13分29秒 ○マードック（片エビ固め）木戸× | 弘前市体育館                                                   | 1986年6月9日     |                                   |
| × | ワイルド・サモアン マスクド・スーパースター                                | 山崎一夫                                                                 | 11分36秒 ○スーパースター（体固め）山崎× | 宮城県スポーツセンター                                         | 1986年6月10日    |                                   |
| ○ | 上田馬之助 木村健吾                                                        | 藤原喜明                                                                 | 13分18秒 ○前田（反則勝ち）上田× | 南足柄市総合体育館\|\|1986年6月11日\|\|                        |                  |                                   |
| △ | 藤波辰巳                                                                   |                                                                          | 22分05秒 両者KO | 大阪城国際文化ホール                                           | 1986年6月12日    | IWGP王座決定リーグ戦              |
| ○ | クラウス・ワラス マスクド・スーパースター                                  | 藤原喜明                                                                 | 10分25秒 ○藤原（逆さ押さえ込み）ワラス× | 川越市民体育館                                                 | 1986年6月13日    |                                   |
| ○ | キューバン・アサシン ディック・マードック                                  | 木戸修                                                                   | 14分39秒 ○木戸（首固め）アサシン× | 浜松市体育館                                                   | 1986年6月14日    |                                   |
| ○ | ジミー・スヌーカ                                                           |                                                                          | 12分34秒 片エビ固め | 稲毛マリンピア Sアリーナ                                       | 1986年6月15日    | IWGP王座決定リーグ戦              |
| ○ | ワイルド・サモアン マスクド・スーパースター ディック・マードック           | 木戸修 藤原喜明                                                          | 11分26秒 ○前田（片エビ固め）サモアン× | 愛知県体育館                                                   | 1986年6月17日    |                                   |
| × | ディック・マードック                                                       |                                                                          | 16分22秒 リングアウト | 松戸市運動公園体育館                                           | 1986年6月18日    | IWGP王座決定リーグ戦              |
| ○ | ワイルド・サモアン ジミー・スヌーカ                                        | 木戸修                                                                   | 11分55秒 ○前田（逆さ押さえ込み）サモアン× | 両国国技館                                                     | 1986年6月19日    |                                   |
| △ | 木村健吾                                                                   |                                                                          | 6分58秒 両者フェンスアウト | 京都府立体育館                                                 | 1986年6月20日    | 佐川急便杯トーナメント            |
| △ | 上田馬之助 木村健吾                                                        | 藤原喜明                                                                 | 10分20秒 △前田（両者フェンスアウト）木村△ | 後楽園ホール                                                   | 1986年7月4日     |                                   |
| ○ | ジョニー・マンテル                                                         |                                                                          | 8分33秒 片エビ固め | 草加市健康都市記念体育館\|\|1986年7月5日\|\|                   |                  |                                   |
| ○ | 後藤達俊 星野勘太郎 越中詩郎                                               | 高田伸彦 藤原喜明                                                        | 12分25秒 ○前田（体固め）後藤× | 萩原町あさぎり体育館                                           | 1986年7月8日     |                                   |
| ○ | ジョニー・マンテル                                                         |                                                                          | 8分41秒 片エビ固め | 長野スケートセンター\|\|1986年7月9日\|\|                       |                  |                                   |
| ○ | ブラック・キャット 越中詩郎 木村健吾                                       | 山崎一夫 藤原喜明                                                        | 13分22秒 ○前田（膝十字固め）キャット× | 恵那市体育館\|\|1986年7月10日\|\|                              |                  |                                   |
| ○ | ジョージ高野 木村健吾                                                      | 木戸修                                                                   | 17分32秒 ○前田（反則勝ち）高野× | 春日井市総合体育館\|\|1986年7月11日\|\|                        |                  |                                   |
| △ | 上田馬之助 木村健吾                                                        | 木戸修                                                                   | 11分31秒 △前田（両者フェンスアウト）上田△ | 秩父市民体育館                                                 | 1986年7月14日    |                                   |
| ○ | ミスター・ポーゴ ケンドー・ナガサキ                                        | 木戸修                                                                   | 11分02秒 ○木戸（反則勝ち）ポーゴ× | 富山市体育館                                                   | 1986年7月15日    |                                   |
| ○ | バッドニュース・アレン ハクソー・ヒギンズ                                  | 藤原喜明                                                                 | 7分23秒 ○前田（体固め）ヒギンズ× | 高崎市体育館                                                   | 1986年7月16日    |                                   |
| - | ミスター・ポーゴ ケンドー・ナガサキ                                        | 藤原喜明                                                                 | 12分16秒 無効試合 | 松本市総合体育館                                               | 1986年7月18日    |                                   |
| ○ | 越中詩郎 木村健吾 藤波辰巳                                                 | 木戸修 藤原喜明                                                          | 12分04秒 ○前田（片エビ固め）越中× | 後楽園ホール                                                   | 1986年7月19日    |                                   |
| △ | 木村健吾                                                                   |                                                                          | 8分52秒 両者フェンスアウト | 東急建設甲府駐車場特設リング\|\|1986年7月20日\|\|              |                  |                                   |
| × | アレックス・スミルノフ スティーブ・ウィリアムス                            | 木戸修                                                                   | 8分01秒 ×木戸（体固め）ウィリアムス | 新潟市体育館                                                   | 1986年7月22日    |                                   |
| △ | ミスター・ポーゴ ケンドー・ナガサキ                                        | 藤原喜明                                                                 | 10分48秒 △藤原（両者フェンスアウト）ポーゴ△ | 会津市体育館                                                   | 1986年7月23日    |                                   |
| ○ | ジョニー・マンテル バッドニュース・アレン アレックス・スミルノフ           | 山崎一夫 木戸修                                                          | 11分56秒 ○前田（体固め）マンテル× | 大船渡市体育館                                                 | 1986年7月24日    |                                   |
| △ | スティーブ・ウィリアムス バッドニュース・アレン                            | 藤原喜明                                                                 | 14分58秒 △藤原（両者リングアウト）アレン△ | 秋田県立体育館                                                 | 1986年7月25日    |                                   |
| △ | バッドニュース・アレン ハクソー・ヒギンズ                                  | 木戸修                                                                   | 9分04秒 △前田（両者リングアウト）アレン△ | 大館市体育館\|\|1986年7月26日\|\|                              |                  |                                   |
| ○ | ジョニー・マンテル                                                         |                                                                          | 10分10秒 片エビ固め | 十和田市民体育館\|\|1986年7月27日\|\|                          |                  |                                   |
| ○ | ブラック・キャット 星野勘太郎                                              | 木戸修                                                                   | 9分49秒 ○前田（体固め）キャット× | 西明石弁財天町広場特設リング                                   | 1986年7月29日    |                                   |
| △ | ハクソー・ヒギンズ                                                         |                                                                          | 6分49秒 両者リングアウト | 三田市ニチイ駐車場特設リング\|\|1986年7月27日\|\|              |                  |                                   |
| × | ミスター・ポーゴ ケンドー・ナガサキ                                        | 木戸修                                                                   | 11分35秒 ○ナガサキ（首固め）木戸× | 福井市営体育館                                                 | 1986年7月31日    |                                   |
| ○ | ミスター・ポーゴ ケンドー・ナガサキ                                        | 木戸修                                                                   | 12分00秒 ○木戸（エビ固め）ポーゴ× | 姫路市厚生会館                                                 | 1986年8月1日     |                                   |
| ○ | ジョニー・マンテル バッドニュース・アレン                                  | 高田伸彦                                                                 | 11分36秒 ○前田（片エビ固め）マンテル× | 堺大浜相撲場特設リング                                         | 1986年8月2日     |                                   |
| ○ | 上田馬之助                                                                 |                                                                          | 7分1秒 反則勝ち | 大田原市城山公園特設リング\|\|1986年8月3日\|\|                 |                  |                                   |
| × | 上田馬之助 木村健吾                                                        | 木戸修                                                                   | 10分53秒 ○木村（反則負け）前田× | 諏訪湖スポーツセンター                                         | 1986年8月4日     |                                   |
| ○ | 木村健吾 藤波辰巳                                                          | 木戸修                                                                   | 13分52秒 ○木戸（首固め）木村× | 両国国技館                                                     | 1986年8月5日     |                                   |
| IWGPタッグ選手権 王座獲得（第2代王者）                                                               |                                                                            |                                                                          | |                                                                |                  |                                   |
| ○ | ジョニー・マンテル ハクソー・ヒギンズ                                      | 木戸修                                                                   | 9分50秒 ○前田（片エビ固め）マンテル× | 露橋スポーツセンター                                           | 1986年8月7日     |                                   |
| △ | 木村健吾 藤波辰巳                                                          | 木戸修                                                                   | 14分01秒 両軍リングアウト | 後楽園ホール                                                   | 1986年8月29日    |                                   |
| IWGPタッグ王座 防衛1                                                                                 |                                                                            |                                                                          | |                                                                |                  |                                   |
| △ | 越中詩郎 上田馬之助 木村健吾                                               | 高田伸彦 木戸修                                                          | 12分23秒 △高田（両者フェンスアウト）越中△ | 南浦和競馬駐車場特設リング                                     | 1986年8月31日    |                                   |
| ○ | 星野勘太郎 上田馬之助 木村健吾                                             | 山崎一夫 藤原喜明                                                        | 9分51秒 ○藤原（反則勝ち）上田× | 小諸市総合体育館                                               | 1986年9月1日     |                                   |
| ○ | ケビン・ケリー                                                             |                                                                          | 1分25秒 片エビ固め | 池田町総合体育館\|\|1986年9月2日\|\|                           |                  |                                   |
| ○ | ジョージ高野 上田馬之助                                                    | 木戸修                                                                   | 10分20秒 ○前田（片エビ固め）高野× | 栃木体育館                                                     | 1986年9月4日     |                                   |
| ○ | マッド・マックス スーパー・マックス                                        | 木戸修                                                                   | 8分19秒 ○木戸（反則勝ち）マックス× | 千葉公園体育館                                                 | 1986年9月5日     |                                   |
| ○ | ジェリー・グレイ                                                           |                                                                          | 9分37秒 片エビ固め | 新柏駅特設リング                                               | 1986年9月7日     |                                   |
| ○ | ケビン・ケリー ジェリー・グレイ                                            | 木戸修                                                                   | 8分27秒 ○前田（片エビ固め）ケリー× | 棚倉町総合体育館\|\|1986年9月8日\|\|                           |                  |                                   |
| ○ | エンゼル・オブ ・デス ブラック・タイガー                                   | 高田伸彦                                                                 | 9分14秒 ○前田（片エビ固め）デス× | 大東町民体育館\|\|1986年9月9日\|\|                             |                  |                                   |
| ○ | ジェリー・グレイ                                                           |                                                                          | 6分49秒 片エビ固め | 十文字総合文化センター\|\|1986年9月10日\|\|                    |                  |                                   |
| ○ | エンゼル・オブ ・デス ジェリー・グレイ                                     | 藤原喜明                                                                 | 10分50秒 ○藤原（逆さ押さえ込み）デス× | 岩手県営体育館                                                 | 1986年9月11日    |                                   |
| ○ | ケビン・ケリー エンゼル・オブ ・デス                                       | 藤原喜明                                                                 | 9分19秒 ○前田（片エビ固め）ケリー× | 山形県体育館                                                   | 1986年9月12日    |                                   |
| ○ | エンゼル・オブ ・デス ジェリー・グレイ                                     | 木戸修                                                                   | 9分24秒 ○前田（片エビ固め）デス× | 五所川原市体育館\|\|1986年9月13日\|\|                          |                  |                                   |
| ○ | ケビン・ケリー                                                             |                                                                          | 6分24秒 片エビ固め | 那智勝浦町体育文化会館\|\|1986年9月15日\|\|                    |                  |                                   |
| ○ | 星野勘太郎 越中詩郎 ジョージ高野 木村健吾 藤波辰巳                         | 山崎一夫 高田伸彦 木戸修 藤原喜明                                        | ○木村（逆さ押さえ込み）木戸× ○前田（羽根折顔面絞め）木村× ○藤波（サソリ固め）山﨑× ○藤原（脇固め）高野× △藤原（両者リングアウト）星野△ △前田（両者リングアウト）藤波△ ○高田（変形後方回転エビ固め）越中× 21分22秒                                                                                                  | 大阪城ホール                                                   | 1986年9月16日    |                                   |
| 新日本vsUWF 5対5 時間無制限エリミネーションマッチ（勝ち残りタッグ戦Ⅱ）高田が一人残りでUWFの勝利      |                                                                            |                                                                          | |                                                                |                  |                                   |
| ○ | エンゼル・オブ ・デス ジェリー・グレイ                                     | 木戸修                                                                   | 8分52秒 ○前田（片エビ固め）グレイ× | 長崎国際体育館                                                 | 1986年9月18日    |                                   |
| ○ | ケビン・ケリー ジェリー・グレイ                                            | 木戸修                                                                   | 7分20秒 ○前田（片エビ固め）ケリー× | 福岡スポーツセンター                                           | 1986年9月19日    |                                   |
| ○ | ジェリー・グレイ                                                           |                                                                          | 9分20秒 片エビ固め | 熊本市体育館                                                   | 1986年9月20日    |                                   |
| × | 木村健吾 藤波辰巳                                                          | 木戸修                                                                   | 15分18秒 ○木村（エビ固め）木戸× | 後楽園ホール                                                   | 1986年9月23日    |                                   |
| IWGPタッグ王座 防衛失敗                                                                              |                                                                            |                                                                          | |                                                                |                  |                                   |
| ○ | ケビン・ケリー ジェリー・グレイ                                            | 藤原喜明                                                                 | 11分18秒 ○前田（片エビ固め）ケリー× | 四日市体育館\|\|1986年9月24日\|\|                              |                  |                                   |
| ○ | ジェリー・グレイ                                                           |                                                                          | 8分04秒 片エビ固め | 鹿島町立体育館\|\|1986年9月25日\|\|                            |                  |                                   |
| ○ | ドン・中矢・ニールセン                                                     |                                                                          | 5R 2分26秒 逆片エビ固め | 両国国技館                                                     | 1986年10月9日    |                                   |
| INOKI闘魂LIVE 異種格闘技戦 10回戦 1R 3分                                                             |                                                                            |                                                                          | |                                                                |                  |                                   |
| ○ | マスクド・スーパースター ディック・マードック                              | 木戸修                                                                   | 10分40秒 ○木戸（首固め）スーパースター× | 後楽園ホール                                                   | 1986年11月14日   | ジャパンカップ争奪 タッグリーグ戦 |
| × | ミスター・ポーゴ ケンドー・ナガサキ マスクド・スーパースター               | 高田伸彦 木戸修                                                          | 10分39秒 ○スーパースター（体固め）木戸× | 高崎市中央体育館                                               | 1986年11月15日   |                                   |
| × | トンガ・キッド マスクド・スーパースター                                    | 高田伸彦                                                                 | 8分28秒 ○スーパースター（体固め）高田× | 日産自動車村山工場 グラウンド特設リング\|\|1986年11月16日\|\|  |                  |                                   |
| ○ | ミスター・ポーゴ                                                           |                                                                          | 8分11秒 片エビ固め | 一宮市産業体育館\|\|1986年11月17日\|\|                         |                  |                                   |
| × | 武藤敬司 藤波辰巳                                                          | 木戸修                                                                   | 16分54秒 ○藤波（リングアウト）木戸× | 大田区体育館                                                   | 1986年11月18日   | ジャパンカップ争奪 タッグリーグ戦 |
| ○ | ワイルド・サモアン                                                         |                                                                          | 7分52秒 体固め | 十日町市民体育館\|\|1986年11月20日\|\|                         |                  |                                   |
| ○ | ケンドー・ナガサキ                                                         |                                                                          | 11分21秒 反則勝ち | 新潟市体育館                                                   | 1986年11月21日   |                                   |
| △ | 越中詩郎 木村健吾                                                          | 木戸修                                                                   | 10分16秒 △木村（両者フェンスアウト）木戸△ | 長岡市厚生会館                                                 | 1986年11月22日   |                                   |
| ○ | 坂口征二                                                                   |                                                                          | 9分55秒 反則勝ち | 札幌中島体育センター                                           | 1986年11月24日   |                                   |
| △ | 越中詩郎 木村健吾                                                          | 木戸修                                                                   | 10分58秒 △山崎（両者フェンスアウト）越中△ | 滝川青少年体育センター                                         | 1986年11月25日   |                                   |
| ○ | トンガ・キッド ワイルド・サモアン                                          | 木戸修                                                                   | 11分19秒 ○前田（片エビ固め）キッド× | 函館市民体育館                                                 | 1986年11月26日   | ジャパンカップ争奪 タッグリーグ戦 |
| ○ | ワイルド・サモアン ジミー・スヌーカ マスクド・スーパースター               | 高田伸彦 木戸修                                                          | 11分34秒 ○前田（片エビ固め）サモアン× | 八戸市体育館                                                   | 1986年11月27日   |                                   |
| ○ | ジョージ高野 木村健吾                                                      | 木戸修                                                                   | 11分24秒 ○木村（首固め）木戸× | 郡山市総合体育館                                               | 1986年11月28日   | ジャパンカップ争奪 タッグリーグ戦 |
| △ | マスクド・スーパースター                                                   |                                                                          | 7分46秒 両者リングアウト | 沼津市体育館\|\|1986年11月29日\|\|                             |                  |                                   |
| ○ | ワイルド・サモアン                                                         |                                                                          | 7分29秒 体固め | 川内市立体育館\|\|1986年12月1日\|\|                            |                  |                                   |
| ○ | トンガ・キッド                                                             |                                                                          | 4分34秒 片エビ固め | 都城市体育館\|\|1986年12月2日\|\|                              |                  |                                   |
| ○ | ディック・マードック                                                       |                                                                          | 11分28秒 反則勝ち | 鹿児島県立体育館\|\|1986年12月3日\|\|                          |                  |                                   |
| ○ | トンガ・キッド ジミー・スヌーカ                                            | 木戸修                                                                   | 10分58秒 ○前田（片エビ固め）キッド× | 大分県立荷揚町体育館                                           | 1986年12月4日    |                                   |
| ○ | ミスター・ポーゴ ケンドー・ナガサキ                                        | 木戸修                                                                   | 8分18秒 ○前田（片エビ固め）ポーゴ× | 高知県民体育館                                                 | 1986年12月6日    | ジャパンカップ争奪 タッグリーグ戦 |
| ○ | マスクド・スーパースター                                                   |                                                                          | 7分39秒 反則勝ち | 松阪市総合体育館\|\|1986年12月7日\|\|                          |                  |                                   |
| ○ | 高田伸彦 越中詩郎                                                          | 木戸修                                                                   | 22分52秒 ○木戸（首固め）越中× | 愛知県体育館                                                   | 1986年12月8日    | ジャパンカップ争奪 タッグリーグ戦 |
| ○ | トンガ・キッド                                                             |                                                                          | 6分27秒 片エビ固め | 静岡産業館                                                     | 1986年12月9日    |                                   |
| ○ | 藤原喜明 アントニオ猪木                                                    | 木戸修                                                                   | 17分33秒 ○前田（リングアウト）猪木× | 大阪城ホール                                                   | 1986年12月10日   | ジャパンカップ争奪 タッグリーグ戦 |
| ○ | マスクド・スーパースター ディック・マードック                              | 木戸修                                                                   | 14分43秒 ○前田（回転エビ固め）スーパースター× | 両国国技館                                                     | 1986年12月11日   | ジャパンカップ争奪 タッグリーグ戦 |
| × | 藤原喜明 アントニオ猪木                                                    | 木戸修                                                                   | 13分32秒 ○猪木（卍固め）木戸× | 両国国技館                                                     | 1986年12月11日   | 優勝戦                            |
| ジャパンカップ争奪タッグリーグ戦 準優勝                                                              |                                                                            |                                                                          | |                                                                |                  |                                   |
| ○ | キューバン・アサシン                                                       |                                                                          | 4分24秒 片エビ固め | 後楽園ホール                                                   | 1987年1月2日\|\| |                                   |
| ○ | トニー・セント・クレアー ブラック・バート                                  | 木戸修                                                                   | 9分15秒 ○木戸（逆エビ固め）セントクレアー× | 後楽園ホール                                                   | 1987年1月3日     |                                   |
| × | ブレット・ソイヤー バズ・ソイヤー                                          | 木戸修                                                                   | 9分15秒 ○バズ（片エビ固め）木戸× | 川越市民体育館                                                 | 1987年1月4日     |                                   |
| ○ | 越中詩郎 上田馬之助                                                        | 藤原喜明                                                                 | 11分23秒 ○前田（反則勝ち）越中× | 多賀城市総合体育館                                             | 1987年1月5日     |                                   |
| ○ | ブラック・バート                                                           |                                                                          | 8分36秒 片エビ固め | 石巻市総合体育館                                               | 1987年1月6日     |                                   |
| ○ | バズ・ソイヤー                                                             |                                                                          | 10分43秒 反則勝ち | いわき市総合体育館                                             | 1987年1月7日     |                                   |
| △ | コンガ・ザ・バーバリアン                                                   |                                                                          | 7分22秒 両者フェンスアウト | 銚子市体育館                                                   | 1987年1月9日     |                                   |
| ○ | ブラック・バート バズ・ソイヤー                                            | 藤原喜明                                                                 | 10分39秒 ○前田（体固め）バート× | 館山市民センター                                               | 1987年1月10日    |                                   |
| ○ | キューバン・アサシン トニー・セント・クレアー                              | 木戸修                                                                   | 11分13秒 ○木戸（逆エビ固め）アサシン× | 桐生市体育館\|\|1987年1月12日\|\|                              |                  |                                   |
| ○ | トニー・セント・クレアー コンガ・ザ・バーバリアン                          | 藤原喜明                                                                 | 9分24秒 ○前田（片エビ固め）セントクレアー× | 君津市体育館\|\|1987年1月13日\|\|                              |                  |                                   |
| ○ | 上田馬之助 ジョージ高野                                                    | 木戸修                                                                   | 10分05秒 ○前田（片エビ固め）高野× | 東大阪市立中央体育館\|\|1987年1月16日\|\|                      |                  |                                   |
| △ | 越中詩郎 上田馬之助 藤波辰巳                                               | 木戸修 藤原喜明                                                          | 10分14秒 △木戸（両者リングアウト）藤波△ | 高松市民文化センター                                           | 1987年1月17日    |                                   |
| ○ | コンガ・ザ・バーバリアン                                                   |                                                                          | 7分10秒 反則勝ち | 武雄市白岩体育館\|\|1987年1月19日\|\|                          |                  |                                   |
| × | ブレット・ソイヤー バズ・ソイヤー                                          | 木戸修                                                                   | 9分58秒 ○バズ（片エビ固め）木戸× | 島原市民体育館\|\|1987年1月20日\|\|                            |                  |                                   |
| ○ | 越中詩郎 ジョージ高野                                                      | 木戸修                                                                   | 10分57秒 ○前田（リングアウト）越中× | 熊本市体育館\|\|1987年1月21日\|\|                              |                  |                                   |
| ○ | ブラック・バート                                                           |                                                                          | 8分30秒 片エビ固め | 本渡市民センター\|\|1987年1月22日\|\|                          |                  |                                   |
| × | ブレット・ソイヤー バズ・ソイヤー                                          | 木戸修                                                                   | 10分15秒 ○木戸（回転エビ固め）ブレット× | 水俣市体育館\|\|1987年1月23日\|\|                              |                  |                                   |
| ○ | キューバン・アサシン                                                       |                                                                          | 7分48秒 片エビ固め | 飯塚市体育館\|\|1987年1月24日\|\|                              |                  |                                   |
| ○ | バズ・ソイヤー                                                             |                                                                          | 7分24秒 反則勝ち | 北九州市若松体育館\|\|1987年1月25日\|\|                        |                  |                                   |
| ○ | キューバン・アサシン ブレット・ソイヤー                                    | 木戸修                                                                   | 7分54秒 ○前田（片エビ固め）アサシン× | 小野田市体育館\|\|1987年1月26日\|\|                            |                  |                                   |
| ○ | コンガ・ザ・バーバリアン ブラック・バート                                  | 藤原喜明                                                                 | 9分47秒 ○藤原（反則勝ち）バート× | 岩井町立町民総合体育館                                         | 1987年1月28日    |                                   |
| × | バズ・ソイヤー                                                             |                                                                          | 8分01秒 反則負け | 福山市体育館\|\|1987年1月29日\|\|                              |                  |                                   |
| ○ | 上田馬之助 ジョージ高野                                                    | 木戸修                                                                   | 9分01秒 ○木戸（反則勝ち）上田× | 兵庫県立文化体育館\|\|1987年1月30日\|\|                        |                  |                                   |
| ○ | 越中詩郎 藤波辰巳                                                          | 高田伸彦                                                                 | 23分49秒 ○高田（KO）越中× | 加須市民体育館\|\|1987年2月2日\|\|                             |                  |                                   |
| ○ | 上田馬之助 坂口征二                                                        | 藤原喜明                                                                 | 8分59秒 ○藤原（反則勝ち）坂口× | 岐阜産業館                                                     | 1987年2月4日     |                                   |
| △ | 武藤敬司 藤波辰巳                                                          | 藤原喜明                                                                 | 12分34秒 △前田（両者フェンスアウト）武藤△ | 両国国技館                                                     | 1987年2月5日     |                                   |
| △ | 武藤敬司 越中詩郎                                                          | 高田伸彦                                                                 | 18分06秒 △高田（両者フェンスアウト）武藤△ | 伊勢崎市民体育館                                               | 1987年2月23日    | IWGPタッグ王座 争奪リーグ戦       |
| ○ | ルーク・ウィリアムス                                                       |                                                                          | 5分12秒 片エビ固め | 原町市民体育館                                                 | 1987年2月24日    |                                   |
| × | 越中詩郎 武藤敬司 ジョージ高野                                             | 高田伸彦 木戸修                                                          | 10分10秒 ○高野（反則勝ち）木戸× | 名取市総合体育館                                               | 1987年2月25日    |                                   |
| ○ | ジェリー・グレイ                                                           |                                                                          | 7分10秒 片エビ固め | 豊橋市体育館                                                   | 1987年2月27日    |                                   |
| ○ | ジョージ高野 武藤敬司 藤波辰巳                                             | 木戸修 藤原喜明                                                          | 17分46秒 ○前田（飛龍原爆固め）武藤× | 後楽園ホール                                                   | 1987年2月28日    |                                   |
| ○ | リック・スタイナー                                                         |                                                                          | 8分02秒 反則勝ち | 高萩市民体育館\|\|1987年3月1日\|\|                             |                  |                                   |
| ○ | ミスター・ポーゴ ケンドー・ナガサキ                                        | 高田伸彦                                                                 | 10分19秒 ○前田（羽根折り顔面絞め）ポーゴ× | 草加市スポーツ健康 都市記念体育館                              | 1987年3月2日     | IWGPタッグ王座 争奪リーグ戦       |
| × | ジョージ高野 藤波辰巳                                                      | 高田伸彦                                                                 | 13分15秒 ○高野（反則負け）高田× | 愛知県体育館                                                   | 1987年3月4日     | IWGPタッグ王座 争奪リーグ戦       |
| ○ | ジェリー・グレイ                                                           |                                                                          | 7分48秒 片エビ固め | 津山総合体育館                                                 | 1987年3月5日     |                                   |
| ○ | ミスター・ポーゴ ケンドー・ナガサキ                                        | 高田伸彦                                                                 | 11分4秒 ○高田（反則勝ち）ナガサキ× | 益田市民体育館                                                 | 1987年3月6日     |                                   |
| × | 木戸修 藤原喜明                                                            | 高田伸彦                                                                 | 14分38秒 ○藤原（ヒザ十字固め）高田× | 博多スターレーン                                               | 1987年3月7日     | IWGPタッグ王座 争奪リーグ戦       |
| ○ | ジェリー・グレイ                                                           |                                                                          | 6分10秒 片エビ固め | 直方市体育館\|\|1987年3月8日\|\|                               |                  |                                   |
| ○ | ジョージ・ウェルズ                                                         |                                                                          | 5分2秒 片エビ固め | 池田会館                                                       | 1987年3月9日     |                                   |
| ○ | ジェリー・グレイ リック・スタイナー                                        | 高田伸彦                                                                 | 9分24秒 ○高田（体固め）グレイ× | 岡山武道館                                                     | 1987年3月11日    |                                   |
| ○ | ブッチ・ミラー ルーク・ウィリアムス                                        | 高田伸彦                                                                 | 8分34秒 ○前田（片エビ固め）ウィリアムス× | 丸亀市体育館                                                   | 1987年3月12日    | IWGPタッグ王座 争奪リーグ戦       |
| ○ | ジョージ・ウェルズ                                                         |                                                                          | 8分34秒 片エビ固め | 豊橋市民体育館                                                 | 1987年3月14日    |                                   |
| ○ | ブッチ・ミラー ルーク・ウィリアムス                                        | 高田伸彦                                                                 | 11分10秒 ○前田（片エビ固め）ミラー× | 淡路勤労センター                                               | 1987年3月15日    |                                   |
| ○ | スティーブ・ウィリアムス                                                   |                                                                          | 10分22秒 反則勝ち | 岡崎市体育館                                                   | 1987年3月16日    |                                   |
| ○ | ジェリー・グレイ                                                           |                                                                          | 6分35秒 片エビ固め | 南足柄市総合体育館                                             | 1987年3月18日    |                                   |
| ○ | リック・スタイナー スティーブ・ウィリアムス                                | 高田伸彦                                                                 | 11分51秒 ○前田（片エビ固め）スタイナー× | 勝田市総合体育館                                               | 1987年3月19日    | IWGPタッグ王座 争奪リーグ戦       |
| × | 越中詩郎 武藤敬司                                                          | 高田伸彦                                                                 | 17分4秒 ○越中（首固め）高田× | 後楽園ホール                                                   | 1987年3月20日    | IWGPタッグ王座 優勝戦             |
| IWGPタッグ選手権争奪リーグ戦 準優勝                                                                  |                                                                            |                                                                          | |                                                                |                  |                                   |
| ○ | 越中詩郎 武藤敬司                                                          | 高田伸彦                                                                 | 15分29秒 ○高田（ヒザ十字固め）越中× | INOKI闘魂LIVEパート2 大阪城ホール                              | 1987年3月26日    |                                   |
| IWGPタッグ選手権 王座獲得（第5代王者）                                                               |                                                                            |                                                                          | |                                                                |                  |                                   |
| × | レイ・キャンディ バッドニュース・アレン                                    | 木戸修                                                                   | 9分19秒 ○アレン（体固め）木戸× | 後楽園ホール                                                   | 1987年4月6日     |                                   |
| △ | バッドニュース・アレン                                                     |                                                                          | 7分30秒 両者フェンスアウト | 秩父市民体育館                                                 | 1987年4月7日     |                                   |
| ○ | 越中詩郎 木村健吾                                                          | 木戸修                                                                   | 12分47秒 ○木戸（キドクラッチ）越中× | 後楽園ホール                                                   | 1987年4月8日     |                                   |
| △ | デイック・マードック                                                       |                                                                          | 7分43秒 両者リングアウト | 横須賀市民総合体育館                                           | 1987年4月11日    |                                   |
| ○ | 越中詩郎                                                                   |                                                                          | 10分43秒 片エビ固め | 広島サンプラザ                                                 | 1987年4月13日    |                                   |
| ○ | バッドニュース・アレン                                                     |                                                                          | 7分44秒 反則勝ち | 玉野総合体育館                                                 | 1987年4月14日    |                                   |
| × | マット・ボーン デイック・マードック                                        | 藤原喜明                                                                 | 12分47秒 ○マードック（首固め）藤原× | 新見市体育館\|\|1987年4月15日\|\|                              |                  |                                   |
| ○ | バッドニュース・アレン C・B・ビガロ                                        | 木戸修                                                                   | 8分34秒 ○ビガロ（体固め）木戸× | 米子産業体育館                                                 | 1987年4月16日    |                                   |
| ○ | レイ・キャンディ                                                           |                                                                          | 6分31秒 片エビ固め | 松江市総合体育館                                               | 1987年4月17日    |                                   |
| △ | マット・ボーン C・B・ビガロ                                                | 木戸修                                                                   | 8分34秒 △前田（両者リングアウト）ビガロ△ | 柳井市体育館\|\|1987年4月18日\|\|                              |                  |                                   |
| × | C・B・ビガロ                                                               |                                                                          | 7分49秒 首固め | 下関市体育館                                                   | 1987年4月20日    | 新日復帰初フォール負け            |
| △ | 越中詩郎 木村健吾                                                          | 藤原喜明                                                                 | 12分55秒 △藤原（両者フェンスアウト）越中△ | 姫路市厚生会館                                                 | 1987年4月21日    |                                   |
| × | バッドニュース・アレン C・B・ビガロ                                        | 藤原喜明                                                                 | 11分2秒 ○ビガロ（体固め）藤原× | 伊丹スポーツセンター                                           | 1987年4月22日    |                                   |
| × | 越中詩郎 木村健吾                                                          | 山崎一夫                                                                 | 14分41秒 ○越中（エビ固め）山﨑× | 堺市大浜相撲場                                                 | 1987年4月23日    |                                   |
| ○ | レイ・キャンディ バッドニュース・アレン                                    | 木戸修                                                                   | 10分25秒 ○木戸（反則勝ち）アレン× | 半田市民ホール                                                 | 1987年4月24日    |                                   |
| △ | バッドニュース・アレン                                                     |                                                                          | 7分32秒 両者フェンスアウト | 東松山青果市場特設リング                                       | 1987年4月25日    |                                   |
| △ | デイック・マードック                                                       |                                                                          | 8分36秒 両者リングアウト | 焼津市民体育館                                                 | 1987年4月26日    |                                   |
| × | 越中詩郎 木村健吾                                                          | 木戸修                                                                   | 7分33秒 ○木村（エビ固め）木戸× | 両国国技館                                                     | 1987年4月27日    |                                   |
| ○ | ハクソー・ヒギンズ                                                         |                                                                          | 6分10秒 片エビ固め | 後楽園ホール                                                   | 1987年5月11日    | IWGPヘビー級王者決定リーグ戦      |
| ○ | 山崎一夫 藤原喜明                                                          | 木戸修                                                                   | 12分32秒 ○前田（ヒザ十字固め）山崎× | 札幌中島体育センター                                           | 1987年5月13日    |                                   |
| ○ | ジョージ高野 木村健吾                                                      | 山崎一夫                                                                 | 12分7秒 ○前田（反則勝ち）木村× | 札幌中島体育センター                                           | 1987年5月14日    |                                   |
| ○ | トニ・セントクレアー コンガ・ザ・バーバリアン                              | 藤原喜明                                                                 | 11分29秒 ○前田（片エビ固め）セントクレアー× | 苫小牧市そうごう体育館                                         | 1987年5月15日    |                                   |
| △ | アレックス・スミルノフ ハクソー・ヒギンズ                                  | 木戸修                                                                   | 9分40秒 △前田（両者リングアウト）ヒギンズ△ | 旭川市常磐体育館                                               | 1987年5月16日    |                                   |
| × | マサ斎藤                                                                   |                                                                          | 4分22秒 リングアウト | 千葉公園体育館                                                 | 1987年5月16日    | IWGPヘビー級王者決定リーグ戦      |
| ○ | アレックス・スミルノフ                                                     |                                                                          | 6分27秒 片エビ固め | ニチイ高野口店特設リング                                       | 1987年5月24日    | IWGPヘビー級王者決定リーグ戦      |
| ○ | 山崎一夫 藤原喜明                                                          | 高田伸彦                                                                 | 15分13秒 ○前田（羽根折り顔面絞め）山崎× | 宮城県営スポーツセンター                                       | 1987年5月25日    |                                   |
| IWGPタッグ選手権 王座防衛1                                                                           |                                                                            |                                                                          | |                                                                |                  |                                   |
| × | ジョージ高野                                                               |                                                                          | 不戦敗 | 大分県立荷揚町体育館                                           | 1987年5月27日    | IWGPヘビー級王者決定リーグ戦      |
| × | 上田馬之助                                                                 |                                                                          | 不戦敗 | 熊本市体育館                                                   | 1987年6月4日     | IWGPヘビー級王者決定リーグ戦      |
| ○ | 保永昇男 小林邦昭 S・S・マシーン                                           | 高田延彦 木村健吾                                                        | 13分24秒 ○木村（体固め）保永× | 後楽園ホール                                                   | 1987年6月29日    |                                   |
| ○ | マイク・ムーア                                                             |                                                                          | 7分32秒 片エビ固め | 水戸市民体育館                                                 | 1987年7月1日     |                                   |
| × | バイオレンス･ウォーロード バズ・ソイヤー                                   | 木戸修                                                                   | 9分59秒 ○ソイヤー（片エビ固め）木戸× | 八戸市体育館                                                   | 1987年月3日      |                                   |
| ○ | マイク・ムーア                                                             |                                                                          | 7分3秒 片エビ固め | 十和田市民体育館                                               | 1987年7月4日     |                                   |
| ○ | バッドニュース・アレン                                                     |                                                                          | 9分28秒 反則勝ち | 函館市民体育館                                                 | 1987年7月6日     |                                   |
| × | 星野勘太郎 マサ斎藤 アントニオ猪木                                         | 木戸修 木村健吾                                                          | 13分48秒 ○斎藤（片エビ固め）木戸× | 千葉市スポーツセンター                                         | 1987年7月7日     |                                   |
| △ | ジョージ高野 藤原喜明 マサ斎藤                                             | 木戸修 木村健吾                                                          | 11分15秒 △木戸（片エビ固め）藤原△ | 帯広市民総合体育館                                             | 1987年7月8日     |                                   |
| ○ | マイク・ムーア                                                             |                                                                          | 6分46秒 体固め | 青森県営体育館                                                 | 1987年7月11日    |                                   |
| ○ | バイオレンス･ウォーロード                                                  |                                                                          | 9分24秒 片エビ固め | 秋田県立体育館                                                 | 1987年7月12日    |                                   |
| ○ | 星野勘太郎 マサ斎藤 アントニオ猪木                                         | 木戸修 木村健吾                                                          | 10分6秒 ○前田（片エビ固め）星野× | 岩手県営体育館\|\|1987年7月13日\|\|                            |                  |                                   |
| ○ | ジョニー・スミス バッドニュース・アレン                                    | 高田延彦                                                                 | 10分31秒 ○前田（片エビ固め）スミス× | 山形県営体育館                                                 | 1987年7月14日    |                                   |
| ○ | マイク・ムーア                                                             |                                                                          | 7分46秒 体固め | 猪苗代町民体育館                                               | 1987年7月15日    |                                   |
| × | バッドニュース・アレン C・B・ビガロ                                        | 木戸修                                                                   | 11分10秒 ○ビガロ（片エビ固め）木戸× | 新潟市体育館                                                   | 1987年7月16日    |                                   |
| ○ | バイオレンス･ウォーロード                                                  |                                                                          | 7分32秒 片エビ固め | 長岡厚生会館                                                   | 1987年7月17日    |                                   |
| ○ | C・B・ビガロ                                                               |                                                                          | 4分1秒 反則勝ち | 後楽園ホール                                                   | 1987年7月18日    |                                   |
| △ | 藤原喜明 マサ斎藤                                                          | 木村健吾                                                                 | 10分32秒 △前田（両者リングアウト）藤原△ | 太田市高林ニチイ特設リング                                     | 1987年7月20日    |                                   |
| × | 藤原喜明 マサ斎藤 アントニオ猪木                                           | 高田延彦 木村健吾                                                        | 11分48秒 ○藤原（脇固め）高田× | 上田市民体育館                                                 | 1987年7月21日    |                                   |
| × | 藤原喜明 マサ斎藤                                                          | 高田延彦                                                                 | 6分33秒 ○斎藤（体固め）高田× | 石川県産業展示館                                               | 1987年7月22日    |                                   |
| ○ | バイオレンス･ウォーロード                                                  |                                                                          | 6分47秒 片エビ固め | 碧南市臨海体育館\|\|1987年7月23日\|\|                          |                  |                                   |
| × | 星野勘太郎 藤原喜明 アントニオ猪木                                         | 高田延彦 木村健吾                                                        | 11分53秒 ○猪木（片エビ固め）木村× | 泉佐野市総合体育館                                             | 1987年7月24日    |                                   |
| ○ | バッドニュース・アレン                                                     |                                                                          | 6分47秒 片エビ固め | 稲沢市総合体育館                                               | 1987年7月25日    |                                   |
| ○ | バイオレンス･ウォーロード                                                  |                                                                          | 8分49秒 片エビ固め | 八鹿町民総合体育館                                             | 1987年7月26日    |                                   |
| ○ | バズ・ソイヤー                                                             |                                                                          | 8分00秒 反則勝ち | 隠岐島西郷町運動グラウンド                                     | 1987年7月27日    |                                   |
| × | 星野勘太郎 マサ斎藤 アントニオ猪木                                         | 高田延彦 木村健吾                                                        | 8分13秒 ○猪木（体固め）高田× | 浜田市民会館                                                   | 1987年7月29日    |                                   |
| ○ | バイオレンス･ウォーロード                                                  |                                                                          | 6分27秒 片エビ固め | 徳山市体育館                                                   | 1987年7月30日    |                                   |
| ○ | C・B・ビガロ                                                               |                                                                          | 8分8秒 反則勝ち | 萩市民体育館                                                   | 1987年7月31日    |                                   |
| △ | バズ・ソイヤー                                                             |                                                                          | 5分40秒 両者フェンスアウト | 和歌山県立体育館                                               | 1987年8月1日     |                                   |
| ○ | 小林邦昭 S・S・マシーン                                                    | 高田延彦                                                                 | 17分21秒 ○高田（逆さ押さえ込み）小林× | 両国国技館                                                     | 1987年8月2日     |                                   |
| IWGPタッグ選手権 王座防衛2                                                                           |                                                                            |                                                                          | |                                                                |                  |                                   |
| ○ | 武藤敬司 星野勘太郎 藤原喜明 坂口征二 アントニオ猪木                       | S・S・マシーン 木村健吾 長州力 藤波辰巳                                  | ○長州（体固め）坂口× ○猪木（卍固め）マシーン× ○藤原（ヒザ十字固め）木村× △前田（両者リングアウト）猪木△ ○藤波（逆さ押さえ込み）藤原× ○長州（体固め）星野× ○藤波（原爆固め）武藤× 25分50秒 | 両国国技館                                                     | 1987年8月19日    |                                   |
| ニューリーダーvsナウリーダー 5対5時間無制限 イリミネーションマッチ 藤波・長州2人残りで新世代軍の勝利 |                                                                            |                                                                          | |                                                                |                  |                                   |
| ○ | スーパー・ストロング・マシーン                                             |                                                                          | 18分19秒 レフリーストップ | 両国国技館                                                     | 1987年8月20日    |                                   |
| ○ | 星野勘太郎 藤原喜明 坂口征二                                               | 木戸修 長州力                                                            | 11分17秒 ○長州（体固め）星野× | 後楽園ホール                                                   | 1987年8月24日    |                                   |
| × | オーエン・ハート ディック・マードック                                      | 木戸修                                                                   | 11分18秒 ○マードック（体固め）木戸× | 福島市体育館                                                   | 1987年8月25日    |                                   |
| ○ | ケンドー・ナガサキ 上田馬之助                                              | 高田延彦                                                                 | 9分35秒 ○前田（反則勝ち）上田× | 名取市体育館                                                   | 1987年8月26日    |                                   |
| ○ | キューバン・アサシン ディック・マードック                                  | 木戸修                                                                   | 8分59秒 ○前田（片エビ固め）アサシン× | 扇屋ジャスコ木更津店屋上                                       | 1987年8月27日    |                                   |
| ○ | オーエン・ハート スコット・ホール ディック・マードック                     | 小林邦昭 長州力                                                          | 10分12秒 ○長州（体固め）ホール× | 東映大泉撮影所特設リング\|\|1987年8月28日\|\|                  |                  |                                   |
| × | 藤原喜明                                                                   |                                                                          | 18分22秒 ヒザ十字固め | 後楽園ホール                                                   | 1987年8月29日    | UWF自主興行                       |
| ○ | エンゼル・オブ・デス                                                       |                                                                          | 6分5秒 片エビ固め | 行徳駅前通り特設リング                                         | 1987年8月30日    |                                   |
| × | 山崎一夫 藤原喜明                                                          | 高田伸彦                                                                 | 17分39秒 ○山崎（原爆固め）高田× | 福岡国際センター                                               | 1987年9月1日     |                                   |
| IWGPタッグ選手権 王座防衛失敗                                                                        |                                                                            |                                                                          | |                                                                |                  |                                   |
| ○ | ジョージ高野                                                               |                                                                          | 8分13秒 片エビ固め | 長崎国際体育館                                                 | 1987年9月3日     |                                   |
| △ | スコット・ホール                                                           |                                                                          | 7分44秒 両者フェンスアウト | 唐津文化会館                                                   | 1987年9月4日     |                                   |
| △ | ディック・マードック                                                       |                                                                          | 9分20秒 両者リングアウト | 中間市体育文化センター                                         | 1987年9月5日     |                                   |
| ○ | エンゼル・オブ・デス                                                       |                                                                          | 7分39秒 片エビ固め | オークタウン大和高田駐車場                                     | 1987年9月6日     |                                   |
| ○ | 藤原喜明 アントニオ猪木                                                    | 藤波辰巳                                                                 | 11分54秒 ○前田（エビ固め）藤原× | 京都府立体育館                                                 | 1987年9月7日     |                                   |
| ○ | ケンドー・ナガサキ 上田馬之助 ディック・マードック                         | S・S・マシーン 長州力                                                    | 10分34秒 ○長州（体固め）上田× | 岩国市体育館                                                   | 1987年9月9日     |                                   |
| ○ | ジョージ高野                                                               |                                                                          | 8分39秒 片エビ固め | 三原リージョン体育館                                           | 1987年9月10日    |                                   |
| △ | スコット・ホール                                                           |                                                                          | 9分11秒 両者フェンスアウト | 小野市ニチイ駐車場                                             | 1987年9月11日    |                                   |
| ○ | ジョージ高野                                                               |                                                                          | 8分20秒 片エビ固め | 平塚市平果地方卸売市場                                         | 1987年9月12日    |                                   |
| △ | 藤原喜明 アントニオ猪木                                                    | 長州力                                                                   | 9分39秒 △前田（両者リングアウト）藤原△ | アイワールド相模原店                                           | 1987年9月13日    |                                   |
| ○ | ディック・マードック                                                       |                                                                          | 15分5秒 反則勝ち | 岡山武道館                                                     | 1987年9月14日    |                                   |
| × | マサ斎藤 藤原喜明                                                          | 高田延彦                                                                 | 10分51秒 ○藤原（首固め）高田× | 徳島市立体育館                                                 | 1987年9月16日    |                                   |
| × | ディック・マードック 藤原喜明 坂口征二 マサ斎藤 アントニオ猪木             | 高田延彦 S・S・マシーン 長州力 藤波辰巳                                  | ○マードック（両者リングアウト）長州× ○藤波（首固め）坂口× ○藤原（脇固め）マシーン× ○前田（首固め）藤原× ○斎藤（監獄固め）前田× ○斎藤（片エビ固め）高田× ○猪木（体固め）藤波× 28分8秒 | 大坂府立体育館                                                 | 1987年9月17日    |                                   |
| ニューリーダーvsナウリーダー 5対5時間無制限 イリミネーションマッチ 猪木・斎藤2人残りで旧世代軍の勝利 |                                                                            |                                                                          | |                                                                |                  |                                   |
| × | スコット・ホール ディック・マードック                                      | 木戸修                                                                   | 12分23秒 ○マードック（体固め）木戸× | 大宮スケートセンター                                           | 1987年9月18日    |                                   |
| ○ | 星野勘太郎 ケンドー・ナガサキ 上田馬之助                                   | 木戸修 S・S・マシーン                                                    | 11分17秒 ○マシーン（反則勝ち）上田× | 後楽園ホール                                                   | 1987年9月19日    |                                   |
| ○ | ケンドー・ナガサキ 上田馬之助                                              | 藤波辰巳                                                                 | 8分0秒 ○藤波（逆さ押さえ込み）ナガサキ× | 成田市体育館                                                   | 1987年9月20日    |                                   |
| ○ | 武藤敬司 高田延彦 ジョージ高野 藤原喜明 坂口征二                           | S・S・マシーン 木村健吾 長州力 藤波辰巳                                  | ○坂口（リングアウト）前田× ○マシーン（魔神風車固め）高田× ○藤波（リングアウト）坂口× ○藤波（首固め）武藤× ○木村（体固め）高野× ○長州（片エビ固め）藤原× 14分50秒 | 月寒グリーンドーム\|\|1987年10月6日\|\|                        |                  |                                   |
| △ | スコット・ホール                                                           |                                                                          | 7分0秒 両者フェンスアウト | 宜野湾市立体育館                                               | 1987年11月12日   |                                   |
| ○ | ロン・リッチ                                                               |                                                                          | 5分39秒 片エビ固め | 奥武山体育館                                                   | 1987年11月13日   |                                   |
| ○ | ロン・リッチ ロン・スター                                                  | S・S・マシーン                                                           | 10分58秒 ○マシーン（片エビ固め）リッチ× | 四日市体育館                                                   | 1987年11月14日   | ジャパンカップ公式戦              |
| × | ディック・マードック アントニオ猪木                                        | S・S・マシーン                                                           | 14分12秒 ○マードック（片エビ固め）マシーン× | 宮城県スポーツセンター                                         | 1987年11月16日   | ジャパンカップ公式戦              |
| ○ | 武藤敬司 高田延彦                                                          | S・S・マシーン                                                           | 12分40秒 ○前田（裸絞め）高田× | 静岡産業館                                                     | 1987年11月17日   | ジャパンカップ公式戦              |
| △ | ディック・マードック                                                       |                                                                          | 12分17秒 両者リングアウト | 高崎市中央体育館                                               | 1987年11月18日   |                                   |
| × | ヒロ斎藤 マサ斎藤 長州力                                                   | 木戸修 高田延彦                                                          | 10分51秒 ○長州（体固め）高田× | 後楽園ホール                                                   | 1987年11月19日   | 新日本最終試合                    |

### 第2次UWF
| 新生UWF（1988年5月12日～1990年10月25日） | 新生UWF（1988年5月12日～1990年10月25日） | 新生UWF（1988年5月12日～1990年10月25日） | 新生UWF（1988年5月12日～1990年10月25日） | 新生UWF（1988年5月12日～1990年10月25日） | 新生UWF（1988年5月12日～1990年10月25日） | 新生UWF（1988年5月12日～1990年10月25日） |
| 勝敗                                     | 対戦相手                                 | 試合結果                                 | 会場                                     | 開催年月日                               | 備考                                     |                                          |
| ---------------------------------------- | ---------------------------------------- | ---------------------------------------- | ---------------------------------------- | ---------------------------------------- | ---------------------------------------- | ---------------------------------------- |
| ○                                        | 山崎一夫                                 | 24分56秒 片羽締め                        | 後楽園ホール                             | 1988年5月12日\|\|第2次UWF旗揚げ戦        |                                          |                                          |
| ○                                        | 髙田延彦                                 | 25分18秒 片羽締め                        | 札幌中島体育センター                     | 1988年6月11日                            |                                          |                                          |
| ○                                        | ジェラルド・ゴルドー                     | 4R1分10秒 裏アキレス腱固め               | 有明コロシアム                           | 1988年8月13日                            | 異種格闘技戦                             |                                          |
| ○                                        | 山崎一夫                                 | 10分50秒 KO                              | 博多スターレーン                         | 1988年9月24日                            |                                          |                                          |
| ×                                        | 高田延彦                                 | 20分4秒 TKO                              | 露橋スポーツセンター                     | 1988年11月10日                           |                                          |                                          |
| ○                                        | ノーマン・スマイリー                     | 8分42秒 片羽締め                         | 大阪府立体育館                           | 1988年12月22日                           |                                          |                                          |
| ○                                        | 高田延彦                                 | 28分58秒 逆エビ固め                      | 日本武道館                               | 1989年1月10日\|\|                        |                                          |                                          |
| ○                                        | バート・ベイル                           | 10分44秒 腕十字固め                      | 徳島市体育館                             | 1989年2月27日                            |                                          |                                          |
| ○                                        | 山崎一夫                                 | 12分43秒 ドクターストップ                | 後楽園ホール                             | 1989年4月14日                            |                                          |                                          |
| ○                                        | クリス・ドールマン                       | 4R30秒 膝十字固め                        | 大阪スタヂアム                           | 1989年5月4日                             | 異種格闘技戦                             |                                          |
| ○                                        | 山崎一夫                                 | 13分36秒 横三角絞め                      | 東京ベイNKホール                         | 1989年5月21日                            |                                          |                                          |
| ○                                        | 高田延彦                                 | 20分5秒 足首固め                         | 愛知県体育館                             | 1989年6月14日                            |                                          |                                          |
| ○                                        | 安生洋二                                 | 10分42秒 逆片エビ固め                    | 博多スターレーン                         | 1989年7月24日                            |                                          |                                          |
| ○                                        | 藤原喜明                                 | 18分15秒 TKO                             | 横浜アリーナ                             | 1989年8月13日                            |                                          |                                          |
| ○                                        | ジョニー・バレット                       | 6分49秒 チキンウイングフェースロック     | 長野市運動公園総合体育館                 | 1989年9月7日                             |                                          |                                          |
| ○                                        | 宮戸成夫                                 | 6分15秒 腕ひしぎ逆十字固め               | 後楽園ホール                             | 1989年10月1日                            |                                          |                                          |
| ○                                        | 田村潔司                                 | 2分19秒 レフェリーストップ               | 札幌中島体育センター                     | 1989年10月25日                           |                                          |                                          |
| ○                                        | ウィリー・ウィリヘルム                   | 2R1分28秒 膝十字固め                     | 東京ドーム                               | 1989年11月29日                           | 異種格闘技戦                             |                                          |
| ×                                        | 高田延彦                                 | 23分4秒 裏アキレス腱固め                 | 日本武道館                               | 1990年1月16日\|\|                        |                                          |                                          |
| ○                                        | 藤原喜明                                 | 14分14秒 裸絞め                          | 大阪府立体育館                           | 1990年2月9日                             |                                          |                                          |
| ○                                        | 山崎一夫                                 | 9分52秒 裏アキレス腱固め                 | 南足柄市体育センター                     | 1990年2月27日                            |                                          |                                          |
| ○                                        | 中野龍雄                                 | 7分42秒 膝十字固め                       | 博多スターレーン                         | 1990年4月15日                            |                                          |                                          |
| ○                                        | 船木誠勝                                 | 18分2秒 片羽締め                         | 日本武道館                               | 1990年5月4日                             |                                          |                                          |
| ○                                        | 鈴木みのる                               | 13分11秒 裸絞め                          | 宮城県スポーツセンター                   | 1990年5月28日                            |                                          |                                          |
| ○                                        | 高田延彦                                 | 18分2秒 膝十字固め                       | 大阪府立体育館                           | 1990年6月21日                            |                                          |                                          |
| ×                                        | 藤原喜明                                 | 12分47秒 脇固め                          | 札幌中島体育センター                     | 1990年7月20日                            |                                          |                                          |
| ○                                        | 安生洋二                                 | 13分52秒 裏アキレス腱固め                | 横浜アリーナ                             | 1990年8月13日                            |                                          |                                          |
| ○                                        | 高田延彦                                 | 10分35秒 飛びつき逆十字固め              | 愛知県体育館                             | 1990年9月13日                            |                                          |                                          |
| ○                                        | 船木誠勝                                 | 16分56秒 裸絞め                          | 大阪城ホール                             | 1990年10月25日                           |                                          |                                          |

### リングス
| 総合格闘技 戦績 | 総合格闘技 戦績 | 総合格闘技 戦績 | 総合格闘技 戦績 | 総合格闘技 戦績 | 総合格闘技 戦績 | 総合格闘技 戦績 |
| --------------- | --------------- | --------------- | --------------- | --------------- | --------------- | --------------- |
| 61 試合         | (T)KO           | 一本            | 判定            | その他          | 引き分け        | 無効試合        |
| 49 勝           | 5               | 44              | 0               | 0               | 1               | 0               |
| 11 敗           | 2               | 8               | 1               | 0               | 1               | 0               |

| ○                                              | ディック・フライ           | 11分5秒 逆片エビ固め         | 横浜アリーナ             | 1991年5月11日\|\|リングス旗揚げ戦                    |                                  |
| ×                                              | ディック・フライ           | 8分1秒 TKO                   | 大阪府立体育館           | 1991年8月1日                                         |                                  |
| ○                                              | ウィリー・ウィリヘルム     | 10分00秒 膝十字固め          | 札幌中島体育センター     | 1991年9月14日                                        |                                  |
| ○                                              | ヴォルク・ハン             | 12分14秒 足首固め            | 有明コロシアム           | 1991年12月7日                                        |                                  |
| ○                                              | ディック・フライ           | 9分19秒 足首固め             | 東京ベイNKホール         | 1992年1月25日\|\|                                    |                                  |
| ○                                              | ブザリアシビリ・ラマジ     | 11分18秒 逆片エビ固め        | 尼崎市記念公園総合体育館 | 1992年3月5日                                         |                                  |
| －                                             | 木村浩一郎                 | 5分00秒 エキシビジョンマッチ | 東京体育館               | 1992年3月26日                                        | 格闘技オリンピック               |
| ×                                              | ヴォルク・ハン             | 17分28秒 ヒザ固め            | 広島サンプラザホール     | 1992年4月3日                                         |                                  |
| ○                                              | ハンク・ニューマン         | 5分25秒 KO                   | 有明コロシアム           | 1992年5月16日                                        |                                  |
| ○                                              | ハンス・ナイマン           | 6分35秒 足首固め             | 宮城県スポーツセンター   | 1992年6月25日                                        |                                  |
| ○                                              | ウィリー・ウィリアムス     | 3R2分3秒 足掛け腕ひしぎ固め  | 大阪府立体育館           | 1992年7月16日                                        |                                  |
| ○                                              | アンドレイ・コピィロフ     | 18分18秒 腕ひしぎ十字固め    | 横浜アリーナ             | 1992年8月21日                                        |                                  |
| ○                                              | ヴォルク・ハン             | 23分27秒 TKO                 | 名古屋レインボーホール   | 1992年10月29日                                       | メガバトルT1992 1回戦            |
| ○                                              | ディミータ・ペトコフ       | 8分11秒 膝固め               | 大阪府立体育館           | 1992年11月13日                                       | メガバトルT1992 2回戦            |
| ×                                              | クリス・ドールマン         | 10分41秒 膝固め              | 有明コロシアム           | 1992年12月19日                                       | メガバトルT1992 準決勝           |
| ○                                              | ヘルマン・レンティング     | 8分58秒 膝十字固め           | 東京ベイNKホール         | 1993年1月23日\|\|メガバトルT1992 3位決定戦           |                                  |
| メガバトル・トーナメント1992 3位入賞           |                            |                              |                          |                                                      |                                  |
| ○                                              | ソテル・ゴチェフ           | 6分16秒 逆片エビ固め         | 福岡国際センター         | 1993年10月23日                                       | バトルディメンションT1993 1回戦  |
| ○                                              | ヘルマン・レンティング     | 5分54秒 肩固め               | 両国国技館               | 1993年11月18日                                       | バトルディメンションT1993 2回戦  |
| ○                                              | クリス・ドールマン         | 7分00秒 腕ひしぎ十字固め     | 大阪府立体育館           | 1993年12月8日                                        | バトルディメンションT1993 準決勝 |
| ○                                              | 長井満也                   | 5分02秒 膝十字靱帯固め       | 新潟市体育館             | 1993年12月25日                                       |                                  |
| ○                                              | ビターゼ・タリエル         | 8分57秒 変形足首固め         | 日本武道館               | 1994年1月21日\|\|バトルディメンションT1993 決勝      |                                  |
| バトルディメンション・トーナメント1993 優勝    |                            |                              |                          |                                                      |                                  |
| ○                                              | アンドレイ・コピィロフ     | 8分51秒 KO                   | 横浜アリーナ             | 1994年3月19日                                        |                                  |
| ○                                              | ピーター・ウラ             | 7分12秒 腕ひしぎ十字固め     | 広島サンプラザホール     | 1994年4月23日                                        |                                  |
| ○                                              | ウィリー・ウィリアムス     | 2分38秒 腕ひしぎ十字固め     | 仙台市体育館             | 1994年5月17日                                        |                                  |
| ○                                              | ヴォルク・ハン             | 18分06秒 変形足首固め        | 有明コロシアム           | 1994年6月16日                                        |                                  |
| ○                                              | ディック・フライ           | 2分54秒 足首固め             | 大阪府立体育館           | 1994年7月14日                                        |                                  |
| ○                                              | ツタハゼ・ザオール         | 4分16秒 交差式足首固め       | 横浜文化体育館           | 1994年8月20日                                        |                                  |
| ×                                              | ディック・フライ           | 2分54秒 TKO                  | 大阪府立体育館           | 1994年9月21日                                        |                                  |
| ○                                              | トニー・ホーム             | 6分21秒 逆片エビ固め         | 有明コロシアム           | 1994年11月19日                                       | メガバトルT1994 3回戦            |
| ○                                              | 山本宜久                   | 9分47秒 アキレス腱固め       | 愛知県体育館             | 1994年12月16日                                       | メガバトルT1994 準決勝           |
| ○                                              | 山本宜久                   | 11分44秒 アキレス腱固め      | 新潟市体育館             | 1994年12月24日                                       |                                  |
| ×                                              | ヴォルク・ハン             | 14分19秒 踵固め              | 日本武道館               | 1995年1月25日\|\|メガバトルT1994 決勝                |                                  |
| メガバトル・トーナメント1994 準優勝            |                            |                              |                          |                                                      |                                  |
| ×                                              | クリス・ドールマン         | 3R 51秒 腕ひしぎ十字固め     | アムステルダム           | 1995年2月19日                                        | ドールマン自国引退試合           |
| ○                                              | ディック・フライ           | 5分38秒 踵固め               | 有明コロシアム           | 1995年3月18日                                        |                                  |
| ○                                              | クリス・ドールマン         | 5分26秒 踵固め               | 東京ドーム               | 1995年4月2日                                         | 週刊プロレス主催興行             |
| ○                                              | ビターゼ・タリエル         | 6分25秒 裸絞め               | 大阪府立体育館           | 1995年4月28日                                        |                                  |
| ○                                              | ニコライ・ズーエフ         | 10分10秒 裸絞め              | 鹿児島アリーナ           | 1995年5月20日                                        |                                  |
| ○                                              | バロージャ・クレメンチェフ | 3分36秒 裸絞め               | 有明コロシアム           | 1995年6月17日                                        |                                  |
| ○                                              | ダヴィド・ハハレイシヴィリ | 3分30秒 裸絞め               | 大阪府立体育館           | 1995年6月17日                                        |                                  |
| ×                                              | アンドレイ・コピィロフ     | 9分29秒 膝靱帯固め           | 東京ベイNKホール         | 1995年8月27日                                        |                                  |
| ○                                              | ヴォルク・ハン             | 9分41秒 腕ひしぎ十字固め     | 札幌中島体育センター     | 1995年9月22日                                        |                                  |
| ○                                              | ディック・フライ           | 4分58秒 アキレス腱固め       | 福岡国際センター         | 1995年10月21日                                       |                                  |
| ○                                              | ビターゼ・タリエル         | 5分12秒 裸絞め               | 愛知県立体育館           | 1995年11月16日                                       | メガバトルT1995 2回戦            |
| ○                                              | ハンス・ナイマン           | 3分48秒 膝十字固め           | 大阪府立体育館           | 1995年12月19日                                       | メガバトルT1995 準決勝           |
| ○                                              | 山本宜久                   | 17分59秒 踵固め              | 日本武道館               | 1996年1月24日\|\|メガバトルT1995 決勝                |                                  |
| メガバトル・トーナメント1995 優勝              |                            |                              |                          |                                                      |                                  |
| ○                                              | アンドレイ・コピィロフ     | 4分59秒 腕ひしぎ十字固め     | 愛知県立体育館           | 1996年10月25日                                       |                                  |
| ○                                              | 藤原喜明                   | 10分55秒 裸絞め              | 大阪城ホール             | 1996年11月22日                                       |                                  |
| ○                                              | バロージャ・クレメンチェフ | 3分17秒 裸絞め               | 福岡国際センター         | 1996年12月21日                                       |                                  |
| ○                                              | モーリス・スミス           | 5分35秒 前方首折り固め       | 日本武道館               | 1997年1月22日\|\|                                    |                                  |
| ○                                              | 田村潔司                   | 7分54秒 裸絞め               | 東京ベイNKホール         | 1997年3月28日                                        |                                  |
| ×                                              | ヴォルク・ハン             | 8分47秒 膝固め               | 大阪府立体育館           | 1997年4月22日                                        |                                  |
| ○                                              | ビターゼ・タリエル         | 7分18秒 裸絞め               | 宮城県スポーツセンター   | 1997年5月23日                                        |                                  |
| ○                                              | ハンス・ナイマン           | 9分4秒 首決め固め            | 大阪府立体育館           | 1997年7月22日                                        |                                  |
| ○                                              | 高阪剛                     | 9分14秒 首決め固め           | 鹿児島アリーナ           | 1997年8月13日                                        |                                  |
| ○                                              | アンドレイ・コピィロフ     | 8分32秒 裸絞め               | 札幌中島体育センター     | 1997年9月26日                                        |                                  |
| ○                                              | ニコライ・ズーエフ         | 5分17秒 顔面絞め             | 東京ベイNKホール         | 1997年10月25日                                       | ワールド・メガバトルT1997 1回戦  |
| ○                                              | 長井満也                   | 17分00秒 首決め固め          | 大阪府立体育館           | 1997年11月20日                                       | ワールド・メガバトルT1997 2回戦  |
| ×                                              | 田村潔司                   | 14分14秒 腕ひしぎ十字固め    | 福岡国際センター         | 1997年12月23日                                       | ワールド・メガバトルT1997 準決勝 |
| ○                                              | ヴォルク・ハン             | 4分24秒 膝十字固め           | 日本武道館               | 1998年1月21日\|\|ワールド・メガバトルT1997 3位決定戦 |                                  |
| ワールド・メガバトル・トーナメント1997 3位入賞 |                            |                              |                          |                                                      |                                  |
| ×                                              | ヴォルク・ハン             | 5分43秒 腕ひしぎ十字固め     | 大阪府立体育館           | 1998年４月16日                                       |                                  |
| △                                              | 山本宜久                   | 20分00秒 引き分け            | 横浜アリーナ             | 1998年7月20日                                        | リングスラストマッチ             |
| ×                                              | アレキサンダー・カレリン   | 2R終了10分00秒 判定負け      | 横浜アリーナ             | 1999年2月21日\|\|引退試合                            |                                  |

## 人物
- 2006年12月、15年来の親友であったフリーカメラマンの女性と入籍した（2007年3月3日に自身のブログで発表）[40]。2007年5月には長男が誕生。2009年1月17日に結婚披露宴を行った。
- 現役引退後に自身が在日韓国人三世（韓国名：高 日明<コ・イルミョン>）であることを公にした。後に韓国訪問での体験などを経て帰化を決意。1983年に日本に帰化申請を行い、翌年受理された[3]。
- 中学生の時に両親が離婚。父親について行き兵庫から大阪に引っ越したが、父親は二ヶ月に一度くらいしか家に帰らず、前田は貧困と孤独と一階の町工場からの騒音と煙に苦しめられた。当時の趣味は大日本帝国軍に関する戦記を読む事で、中学校卒業後に自衛官かタンカーの船員になろうと考えたが、自衛隊も高等専門学校も日本人である事が応募資格であり、先述の事情から諦めざるを得なかった[8]。
- 父は終戦直後の19歳くらいの頃、買い出しに行った帰りの列車で連結部分に掴まり、それを起因とした事故で左腕が不自由になっていた。父は前田が中学3年生になったあたりから日本人の家庭とは別に持っていた韓国人の家庭へ出かけていたという。父は左腕が不自由であったがその分右腕を鍛えていたため腕っ節が強く、空手を習い始めていた中学時代の前田の70 kgの体を右腕一本で吊り上げ、組手でも前田は勝てなかったという。後年の前田の分析によると前田の父親は「発達障害の元祖」とのことであり、常識的なコミュニケーションを知らない人物であった[41]。
- 自分のことを「引きこもりが社会問題化する前から引きこもり的な要素があった」と2019年のインタビューで分析を披露しており、自分の家も家から出なくても何でもできるように調整されているという[42]。
- 自身をストリートファイトで1万戦無敗と称している[43]。
- 外国人レスラーにも若手時代から目を掛けられ、プロレス界でも有数のストリートファイターだったブラックジャック・マリガンからも「まだ細いけど、若いくせに凄く強い」などと評されていた[44]。
- 新日本デビュー当時のリングネームは「前田明」であったが、旧UWF旗揚げ時にリングネームを本名の「日明」に改名した。祖父への思いから「前田日明」に改名したと、後に「週刊プレイボーイ」で語っている。また、リングネームを本名に改名した当時の週刊プロレスの巻末クイズには、「Q.前田日明の日はどういう意味?　A.日本という意味」と記載されている。
- 1987年7月には極真会館の空手道選手・松井章圭と巻頭対談が『ゴング格闘技』八月号誌上で行われ、彼らは極真会館の空手家でキックボクサーの山崎照朝から直接指導受けたときの体験を語り合い、前田は山崎の人柄や指導内容を尊敬していると語っていた[45]。
- 若手時代、最も負けたくなかったライバルは、同期のジョージ高野。当時の前田は対ジョージ戦には大きく負け越しており、「ちきしょー、どうやったらジョージに勝てるんだろう」と思って練習していた。また前田は「新日本プロレス史上、最も素材がよく、最も素質があったのは間違いなくジョージ高野」と断言している。
- 近年の若手レスラーに対しては批判的なスタンスをとることが多いが、KENTA（のちのヒデオ・イタミ）だけはその反骨的なスタイルが気に入ったのか、高い評価を与えている（月刊Gスピリッツ Vol.3より）。
- 『ウルトラマン』がゼットンに倒されたことが格闘技を始めるきっかけとなったが、2014年1月29日のニコニコ生放送で行われた「ウルトラマン Blu-ray BOX III」発売記念番組にてゼットンとの対決が実現している[46]。
- 前述の少年時代にケンカに明け暮れていた頃、下位の力士に喧嘩を売ろうとしてたら当時横綱だった輪島大士に遭遇した、遠目で見ていてもあまりにも凄い威圧感を受けたためたじろいでしまった、後に輪島がプロレス転向した際は複雑な心境だったとのこと（その当時すでに前田はトップレスラーだったため）[47]。
- ダイナマイト・キッドが死去した際、キッドを苦しめたアナボリックステロイドなどの薬物の害について「新日は選手のケアがしっかりしていたからともかく、1970年代のアメリカやカナダのレスリング界なら試合に穴を開けたら使ってもらえなくなり何の保証もないため、もしアメリカやカナダで活動していたなら俺も薬物を使用していたかもしれない」と語り、キッドに同情を寄せていた。また、1970年代のアメリカやカナダのレスラーにおける薬物事情に関して「当時のレスラーの中ではアンフェタミンが流行していたが、使用すると眠れなくなるので睡眠薬を飲み、起きられなくなるのでまたアンフェタミンを使用する」「1回1錠の痛み止めを手に山盛りにしてビールと一緒に飲む選手もいた」と証言した。当時のアメリカやカナダのレスラーはレンタカーを1000kmから1500kmの距離走らせて会場から会場へ移動するのが日常茶飯事で、食事もジャンクフード中心であったため、薬物を使用しないと筋肉が育たないのは当然であったと述べている。その点日本でプロレスをやっていて精神を病むことは無いと話しており、もし日本でやって精神を病むのであればその者はプロレスに向いていないということであるとしている[48]。
- 若手時代の食生活は豪勢でありながら量が物凄かったといい、ある時外食に行くと満漢全席を1日で食べさせられたと本人が話していた。またある時は勝新太郎や小林旭に100万円もの食事を1度に奢ってもらった[7]。
- 新弟子時代はあまり酒が強くなかったが、道場のレスラーや琴ヶ梅、益荒雄などの飲み仲間に鍛えられ、海外遠征から帰った頃には飲めるようになった。1991年にロシアに選手を探しに行った時、現地のレスラーから「倒れなかったのはアントニオ猪木と前田だけだ」と評されるほどの酒豪ぶりを見せたが、メタノールの果実酒を勧められたのは断った[7]。
- 2021年9月9日、8月に新型コロナウイルスに感染し、肺炎を発症して入院治療を受けていたことを公表した[49]。
- 2024年、プロレスリング・ノアの道場で25年ぶりにリング復帰。丸藤正道と1分1本勝負が実現した。
- 1989年には桑田佳祐（サザンオールスターズ）[注釈 4]と『週刊プレイボーイ』（集英社）内で「平成元年大対談!! 前田日明VS桑田佳祐」と題した対談企画をした経験があり、桑田は前田について「あの人、頭良いんだよね」「前田さんのYouTube面白いんだよね」と自身のラジオ番組の中で称える発言をしており、YouTubeチャンネルの動画を全て見ている旨を語っている[54][55][注釈 5]。

### 政治
思想的立場
先述した大日本帝国軍に関する戦記を読んでいた学生時代のエピソードでも分かるように前田は保守的な政治信条の持ち主であり、YouTubeチャンネルで持論を語っている他、2021年には著書『日本人はもっと幸せになっていいはずだ』を上梓しており、発言が度々注目されている。前田の保守的なスタンスを示す逸話は下記の通り。
- 著書『日本人はもっと幸せになっていいはずだ』では新型コロナウイルス対策、尖閣諸島や竹島を始めとした領土問題、南海トラフ巨大地震対策、国防に関する課題、スパイ防止法が存在しない現在の日本の現状、外国勢力による不動産（特に土地）買収の問題といった様々な内容で自らの持論を展開しており、出版社からのコメントでは「本書は国民の怒りを前田が代弁した問題提起の書であり、一刻も早く日本国民が自国防衛に立ち上がるための啓蒙の書である」と紹介されている[5]。また、同著では過去に人種差別をテーマとした内容で『朝日新聞』の取材を受けたが、思想や信条の違いから記者と話が噛み合わず、「社の方針と違う」という理由で発言が部分的に削られてしまったというエピソードも語られている[56]。
- 2020年11月3日に東京・靖国神社相撲場で開催された「奉納プロレス15年記念大会 第18回大和神州 ちから祭り」に出演した際に「靖国神社は、大阪にいる時から行ってみたいなと思ってて、頭の中に残ってる軍人さんは30名ぐらいいますね。40年ぐらい前に初めて来た時は、当時は終戦記念日に来ると戦友の人たちなんだろうなという人たちが大勢いまして、桜を見上げてほろほろと涙を流しているのを見てジーンとしましたね」とコメントしている[57]。
- 自身のYouTubeチャンネルで2024年1月の能登半島地震、同年9月の大雨災害に見舞われた石川県能登半島の復興が遅れていることについて触れ、「馳は何やってんの、馳は」「何やってるか動向がわからない」などと元プロレスラーで石川県知事の馳浩への憤りを語り、日本政府や財務省が示した復興支援策についても「日本は災害大国で、どこのどんな辺ぴなところで災害が起きても速攻で日本人は直してきたんですよ。過疎地域だからって名目で予算を入れない、異常なことですよ」と批判した。また、前田は当時政府が行ったウクライナへの財政支援にも触れ、「その金があるならそっち（能登の復興）に払えよ」「（馳は）岸田（文雄総理）のところに行って文句言って、『そんな金があるなら能登に回しなさい』って言って、直談判して机叩き割ってもやればいい」と話し、馳に対し「人でなしですよ、人でなし」「面汚しですよ、レスラーの」と怒りを口にした[4]。
- 自身のYouTubeチャンネルで訪日外国人観光客によるインバウンドやオーバーツーリズムに関する問題に触れた際には「マナーの悪いヤツはどんどんしょっぴくべきですね」という見解を示した。また、中国の国家体制に対する批判も行った他、野放図な移民政策を推進したり、日中関係の改善や多文化共生に向けた行動を取る政治家に対しても「機能としての政治が止まってますね」「やってることがなんかもう、売国とかそういうのじゃなくて、それを越して、どんどん国を破壊する、国を死に至らしめる、癌細胞のようなことをやってますね。癌細胞政治家が多いですね。今の日本。そんなのばっかりですよ」と批判している[58]。

選挙との関わり
2009年12月28日に2010年夏の参議院比例代表に民主党公認で出馬予定だったが、2010年3月3日には第1次公認候補が見送られ、同年3月21日には出馬辞退の意向が伝えられている。理由としては、前田は保守的な政治スタンスであり、外国人参政権に反対しており民主党との意見の違いがあったほか、党の出馬時の金銭的支援についての食い違いがあったという。また前田側の選挙に臨む姿勢と党の姿勢との違いが原因で石井一選対委員長が激怒した場面もあったとされる。
その後、民主党と連立与党を組む国民新党が前田と接触を持ち、参議院東京都選挙区に同党公認候補として擁立する方針を打ち出す。しかし、東京都選挙区からの立候補を望む同党と、比例区からの出馬を希望する前田との意思は合致せず、結果、同党からの出馬もなかった。

## 趣味
- 釣り - 釣りのために小型船舶も所有している。
- 読書 - ポルノから哲学、戦記物まで読むというほど読書好き。特に太宰治や、孔子の論語に傾倒し、第二次UWFを旗揚げした際に「選ばれし者の恍惚と不安、二つ我にあり」という、太宰治が「葉」（『晩年』所収）で引用したポール・ヴェルレーヌの「叡智（Sagesse）」の言葉を、孫引きした挨拶を行っている。また、作家の山田詠美とも交流がある。
- 日本刀の収集・研究。日本刀は50振以上所有している。また、日本刀に限らず、骨董品を見て回るのが好き（『オーラの泉』に出演したときに発言）。
- 航空機が好きで、結婚した際「子供はパイロットにしたい」とコメントしている[40]。夢は零式艦上戦闘機で太平洋を横断することと語っている。テレビ番組「所萬遊記」で、所ジョージに「一緒にムスタングに乗りましょう」と誘っている。また、元帝国海軍中尉でエースパイロットの坂井三郎を慕っており、対談もおこなった。また富士通AirWarriorからフライトシミュレーターも続けている。2010年まではFighter Aceプレイヤーだったがサービスが終了してしまった。
- 熱烈なMacintosh信者（エバンジェリスト）。数十MBが主流の時代に1,000MBを超えるメモリーを搭載したMacを使っており、Mac専門誌で取材されたことも有る。
- サバイバルゲーム - M4カービンのカスタム等、複数の銃を所有し装備や銃等、本気モード全開で楽しんでいる模様。銃や装備は、本人がショップまで出向き、米軍放出品等こだわりを持って購入している。ゲームフィールドが開催する定例会等にも、THE OUTSIDERの選手や複数の関係者らと参加していることがあり、一緒にゲームを楽しめたりすることもある。
- パイプタバコと葉巻が好きである。
- 無類のニンニク好き。自身のユーチューブチャンネルの料理動画でも大量のニンニクを使用している。

## トラブル
- 2000年5月、パンクラス社長だった尾崎允実（尾崎正実）が、リングスに出場していた外国人選手とホテルロビーの喫茶スペースで談話していたのを発見し、これを引き抜き工作と判断。尾崎の胸倉を掴み、その際に尾崎がかすり傷を負ったとして傷害罪で起訴された。前田は暴行の事実を否定し無罪を主張し、事件の際に尾崎と談話していたジェレミー・ホーンは「リングスに招聘されている時に、尾崎が連絡をよこしパンクラスへの参戦に興味はないかと聞いてきた。でもそれは日本の文化ではずるいやり方なんだ。前田は怒っていたよ。でも、彼は尾崎の肩を掴んで揺すっていたけど、弟の襟首を掴んでるような感じで暴力はふるっていなかった。だから前田が提訴されたという話を聞いて、僕は日本に飛んで彼の為に法廷で証言したのさ」と語った[65]　が、東京地方裁判所の山室恵裁判長は「粗暴で悪質な犯行だが衝動的なものだった」として、2003年4月22日に25万円の罰金刑を言い渡した[66]。その後、この事件とそれに絡む発言で民事提訴され、2002年6月7日に東京地方裁判所は前田に約155万円の支払いを命じた[67]。2003年1月22日に東京高等裁判所は前田の控訴を棄却[68]。
- 1994年10月に開催された極真空手第26回全日本大会に前田が来賓として出席。そこに居合わせた『フルコンタクトKARATE』編集長・山田英司を会場の女子便所内の個室に連れ込んだ[69]。当時、山田はリングスを真剣勝負と八百長混在のプロレス、また前田と友好関係にあった正道会館を八百長と批判していた[70]。事件後、山田は「掌底をスウェーでよけた」「ヒザ蹴りをヒジで受けた」と格闘技経験が功を奏した旨を語ったが[71][72]、それに対し前田は「スウェーでかわした? なんなら、裁判官立会いで再現したろか」とコメントした。
- 1994年にリングスとUWFインターナショナルとの対抗戦[73]の交渉が不調に終り、元弟子でもある安生洋二との舌戦に発展する。その際、前田は安生を家族の前で制裁してやると発言するが、これが安生の自宅襲撃を示唆したものとして、UWFインターは名誉毀損と脅迫で前田を告訴。前田は謝罪会見を開いて事態を収拾した[74]。また、1996年6月にはFIGHTING TV サムライ開局のパーティーで前田が安生と言葉を交わし裏拳で小突いた[75][76]（レスラーやマスコミ等が周囲にいる中での出来事で、アントニオ猪木が仲裁）。その3年後の1999年11月14日、UFC-J会場において、安生はマスコミと談話中の前田の背後に忍び寄り、後ろからの不意打ちでアゴを殴打。前田は失神し、この姿は衝撃的な事件としてプロレス誌の表紙を飾った。安生は襲撃直後にパンクラスの高橋和生とガッチリ握手をかわす姿をプロレス誌に掲載されたが、安生、高橋ともに事件との関連性を否定している。その後、前田は安生を訴え、安生は略式起訴で20万円の罰金刑を受ける[77]。安生としては、殴った後に「文句があったらリング上でやろう」という話にするつもりだったという[76]。
- 2001年5月30日付の東京スポーツに「有罪判決 リングス前田 暴行女性は元妻」という記事が1面に掲載されたことに対し、500万円の損害賠償を求めた訴訟を起こす。東京地裁（菅野博之裁判長）は、『米国で有罪判決を受けた』事実、および前田が『暴行，結婚していた』ことは「真実と認められない」と判断し、東スポに200万円の支払いと謝罪広告掲載を命じた（2002年9月13日判決）出典なし。
- 2007年12月31日、K-1 PREMIUM 2007 Dynamite!!の田村潔司対所英男戦のプレゼンターを務めるが、試合後に勝利者トロフィーを至近距離から力任せに田村の胸へ投げつけた。

## 入場テーマ曲
- 「KATANA」
- 「THE ROOM (BRAINWASH) PART ONE」 - リック・ウェイクマンのアルバム『1984』の4曲目。英国より凱旋帰国した時の入場テーマとして使用していたが、前年から既に小林邦昭の入場テーマ曲として定着しており、なぜ使用に至ったかは不明。
- 「ダンバインとぶ」（歌詞は入れずブリッジで繋いで編集したものを使用） - 1983年から1984年に掛けて新日本で使用。
- 「スパークリング・フラッシュ 風雲児のテーマ」 - つのだ☆ひろ作詞作曲。第1次UWF草創期(ラッシャー木村、剛龍馬の在籍期)に使用。1984年のLP盤アルバム『Pro-Wrestling Super Fighters' Themes』の2曲目として収録[78]、1992年にCD盤『THE U.W.F』にて復刻[79]。
- 「GOLD」 - スパンダー・バレエのアルバム『トゥルー』の4曲目。第1次UWF時代に使用[80]。
- 「キャプチュード」 (Captured) - 第1次UWF崩壊後、新日本へ復帰した1986年より使用された、前田の代表的な入場テーマ。新日本時代は曲の随所に機関銃の銃声がSEとして挿入されていた。「キャプチュード」が日本では呼称となってしまっているが、英語の実際の発音は「キャプチュード」より「キャプチャード」に近い[81]。オリジナル音源は、イギリスのプログレッシブ・ロック・バンドであるキャメルの、1981年にリリースしたアルバム『ヌードの物語 〜Mr.Oの帰還〜（英語版）』の11曲目として収録されているもので、日本の敗戦の後29年間に渡りルバング島に潜伏を続けた残留日本兵として著名な、小野田寛郎をモチーフとした敗残兵の「ヌード(Mr.Oの現地での渾名)」が、救助隊との間で激しい争いの果てに「保護(Captured)」されるシーンを描写した楽曲でもある[82]。
- 「JUST A HERO」 - リングス旗揚げ時に使用された新田一郎作曲のオリジナル曲だったが、すぐに「キャプチュード」に戻している。ただしWOWOWのリングス中継でのBGMとしては長期間に渡って使用された。

## 著作

### 単著
- 『格闘王への挑戦』（1988年10月28日、講談社）ISBN 4-06-204081-6
- 『パワー・オブ・ドリーム』（1988年12月、角川書店）ISBN 4-04-173701-X
- 『誰のために生きるか』（1992年4月24日、PHP研究所）ISBN 4-569-53635-2
- 『最強の自分をつくる――オーバー・ザ・レブ・リミット』（1994年4月、PHP研究所）ISBN 4-569-54202-6
- 『真格闘技伝説 RINGS』（1994年9月、ピンポイント）ISBN 4-87031-189-5
- 『前田日明超語録集』（2002年3月、日本スポーツ出版社）
- 『前田日明が語るUWF全史〔上〕』（2017年12月8日、河出書房新社）ISBN 978-4309921365
- 『前田日明が語るUWF全史〔下〕』（2017年12月8日、河出書房新社）ISBN 978-4309921372
- 『日本人はもっと幸せになっていいはずだ』（2021年6月9日、サイゾー）ISBN 978-4866251424

### 共著
- 『禁談――前田日明 究極の因縁対談三本勝負』（1997年11月、集英社）
- （福田和也共著）『真剣勝負』（1999年10月、草思社）ISBN 4794209177
- （山本小鉄共著）『日本魂』（2009年9月16日、講談社）ISBN 978-4062154024
- （成瀬雅春共著）『今を生き抜く絶対不敗の心と体を得るために　「男の瞑想学」』（2011年8月31日、BABジャパン）ISBN 978-4862206237
- 『証言UWF 最後の真実』（2017年5月、宝島社）
- 『告白 平成プロレス10大事件 最後の真実』（2018年1月、宝島社）
- 『証言1・4 橋本vs.小川 20年目の真実』（2018年12月、宝島社）
- 『証言 「橋本真也34歳 小川直也に負けたら即引退!」の真実』（2019年3月、宝島社）
- 『証言 長州力 「革命戦士」の虚と実 単行本』（2019年5月、宝島社）
- 『証言「プロレス」死の真相』（2019年6月、河出書房新社）
- 『証言 新日本プロレス「ジュニア黄金期」の真実』（2019年10月、宝島社）
- 『シュートマッチ プロレス「因縁」対談 10番勝負』（2020年2月、宝島社）
- （片田直久共著）『シン・日本プロレス――すべてはここから始まった、総合格闘技の源流と末流』（サイゾー、2022年）

### 伝記
- 佐々木徹『無冠　前田日明 』（1998年11月、集英社）ISBN 408780285X
- 塩澤幸登『格闘者――前田日明の時代〔1〕』（2015年6月、茉莉花社）
- 塩澤幸登『格闘者――前田日明の時代〔2〕』（2016年4月、河出書房新社）

### 連載
- 『前田日明の漢の人生相談』月刊ラジオライフ（三才ブックス） - 2009年頃に掲載。

## その他

### テレビ・ラジオ
- 森田一義アワー 笑っていいとも!（1988年9月19日、1991年6月6日、1993年11月5日、1995年3月23日、1996年8月27日、2001年2月8日）
- SCHOOL'S OUT（1988年6月7日放送）山崎一夫とゲスト出演
- 前田日明のオールナイトニッポン（1989年4月3日深夜）
- 前田日明 あきらめんじゃねェ! （ニッポン放送　1990年10月 - 1991年4月 『爆笑問題のオモスルドロイカ帝国』内で放送）
- ライオンのごきげんよう（1996年3月15・18・19日）
- 国分太一・美輪明宏・江原啓之のオーラの泉（2006年9月13日）
- 真夜中のハーリー&レイス（2012年2月21日深夜）
- くりいむクイズ ミラクル9（2014年11月12日）
- 水曜日のダウンタウン
- オールスター後夜祭（2019年4月7日）　-　ニューヨークにいるライガーの代役
- 午前0時の森（2022年3月21日）　-　ゲストMC

### 映画
- YAWARA!（1989年、東宝） - 本人 役
- WARU（2006年、真樹プロダクション） - 主人公の友人 役
- タイトロープ ～アウトサイダーという生き方～（2013年、トラヴィス） - 本人 役
- 9 〜ナイン〜（2018年2月17日、MIRAI） - 長谷川凌一 役[83]

### Web番組
- ぶらり路上プロレス（2017年4月配信開始 、#16、Amazonプライム・ビデオ） - 伊橋剛太5番勝負対戦相手
- ほんトカナ!?ケンドーコバヤシの絶対に観ないほうがいいテレビ!（2021年4月7日、Amazonプライム・ビデオ）[84]

### CM
- 西武百貨店
- サントリー 缶コーヒー「サントリーウエスト」
- 任天堂 NINTENDO 64『ゼルダの伝説 時のオカリナ』[注釈 6]
- リコー 「解決！リコーマン」（本木雅弘・小倉久寛・渡辺満里奈と共演）

### ゲーム
- スーパーファミコン『ASTRAL BOUT』[注釈 7] 1992年 キングレコード
- スーパーファミコン『総合格闘技 アストラルバウト2』 1994年 キングレコード
- スーパーファミコン『RINGS アストラルバウト3』 1995年 キングレコード